# Belagerung von Petersburg
Petersburg I – Petersburg II – Jerusalem Plank Road – Staunton River Bridge – Sappony Church – Reams Station I – Deep Bottom I – Kraterschlacht – Deep Bottom II – Globe Tavern – Reams Station II – New Market Heights – Peebles Farm – Darbytown & New Market Roads – Darbytown Road – Fair Oaks & Darbytown Road – Boydton Plank Road – Hatchers Run – Fort Stedman
Die Belagerung von Petersburg (auch Richmond-Petersburg-Feldzug) war eine militärische Operation während des amerikanischen Sezessionskrieges, die vom 9. Juni 1864 bis 25. März 1865 östlich, südlich und westlich von Petersburg, Virginia stattfand. Der Begriff Belagerung von Petersburg hat sich eingebürgert, obwohl Petersburg weder von den gegnerischen Truppen umzingelt noch von jeglicher Versorgung abgeschnitten wurde. Der Feldzug bestand auch nicht ausschließlich aus Angriffen gegen Petersburg. Nach neun Monaten Grabenkrieg konnte die Nord-Virginia-Armee ihre überdehnten und ausgedünnten Linien nicht mehr halten, was zum Zusammenbruch der Front und zum Ausweichen während des anschließenden Appomattox-Feldzuges führte.
Nach Cold Harbor zeigte dieser Feldzug erneut, welche Bedeutung Feldbefestigungen damals bekommen hatten und bis heute (2024) haben.

## Strategie und Taktik
1864 benötigte die Regierung Lincoln unbedingt einen Erfolg. Deshalb ernannte der Präsident im März Generalleutnant Ulysses S. Grant zum Oberbefehlshaber des Heeres. Dieser ordnete Offensiven auf allen Kriegsschauplätzen an. Er beabsichtigte, den Krieg noch im November 1864 zu beenden. Dazu ließ er besonders die beiden großen konföderierten Armeen angreifen, um sie an gegenseitiger Verstärkung zu hindern und so zu zerschlagen. Der westliche Angriffskeil zielte durch Georgia über Atlanta auf die Atlantikküste, der andere durch den Osten Virginias über Richmond, der Hauptstadt der Konföderation, an die Grenze North Carolinas. Beide Angriffskeile sollten sich weiter südlich vereinigen und so den Krieg beenden. Mit der Durchführung der Operationen auf dem westlichen Kriegsschauplatz beauftragte er seinen Freund Sherman. Er selbst schlug sein Hauptquartier ‚im Felde‘ bei der Potomac-Armee auf. Von dort wirkte er unmittelbar auf die Operationen der Potomac-, James- und Shenandoah-Armee ein.

### Vorgeschichte
Im dreimonatigen Überland-Feldzug versuchte Grant immer wieder, die Nord-Virginia-Armee unter General Robert E. Lee links zu überflügeln, was ihm jedoch nie gelang. Der Überland-Feldzug endete mit der Schlacht von Cold Harbor vom 3.–12. Juni 1864.
Anfang Mai 1864 griff die James-Armee über die Bermuda-Hundred-Halbinsel an und beabsichtigte, die Befestigungen von Richmond anzugreifen. So sollte Lee gezwungen werden, General Beauregard südlich von Richmond durch Truppen der Nord-Virginia-Armee zu verstärken. Die Offensive hatte sich spätestens bis zum 20. Mai 1864 wegen energischen Widerstands der konföderierten Truppen unter Beauregard festgelaufen.

### Befehlshaber
Die Hauptakteure auf Seiten der Union waren Generalleutnant Grant, Oberbefehlshaber des US-Heeres und die Generalmajore Meade, Butler und Sheridan als Oberbefehlshaber der Potomac- und der James-Armee und als Kommandierender General des Kavalleriekorps.

Oberbefehlshaber und Kommandierende Generale der Union
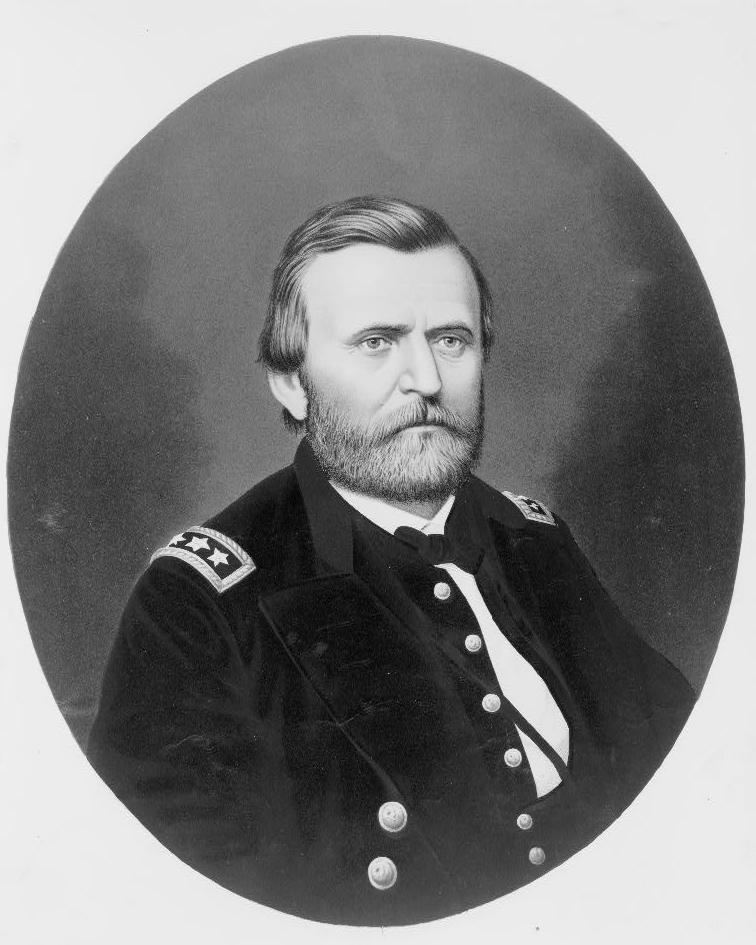
Generalleutnant Ulysses S. Grant
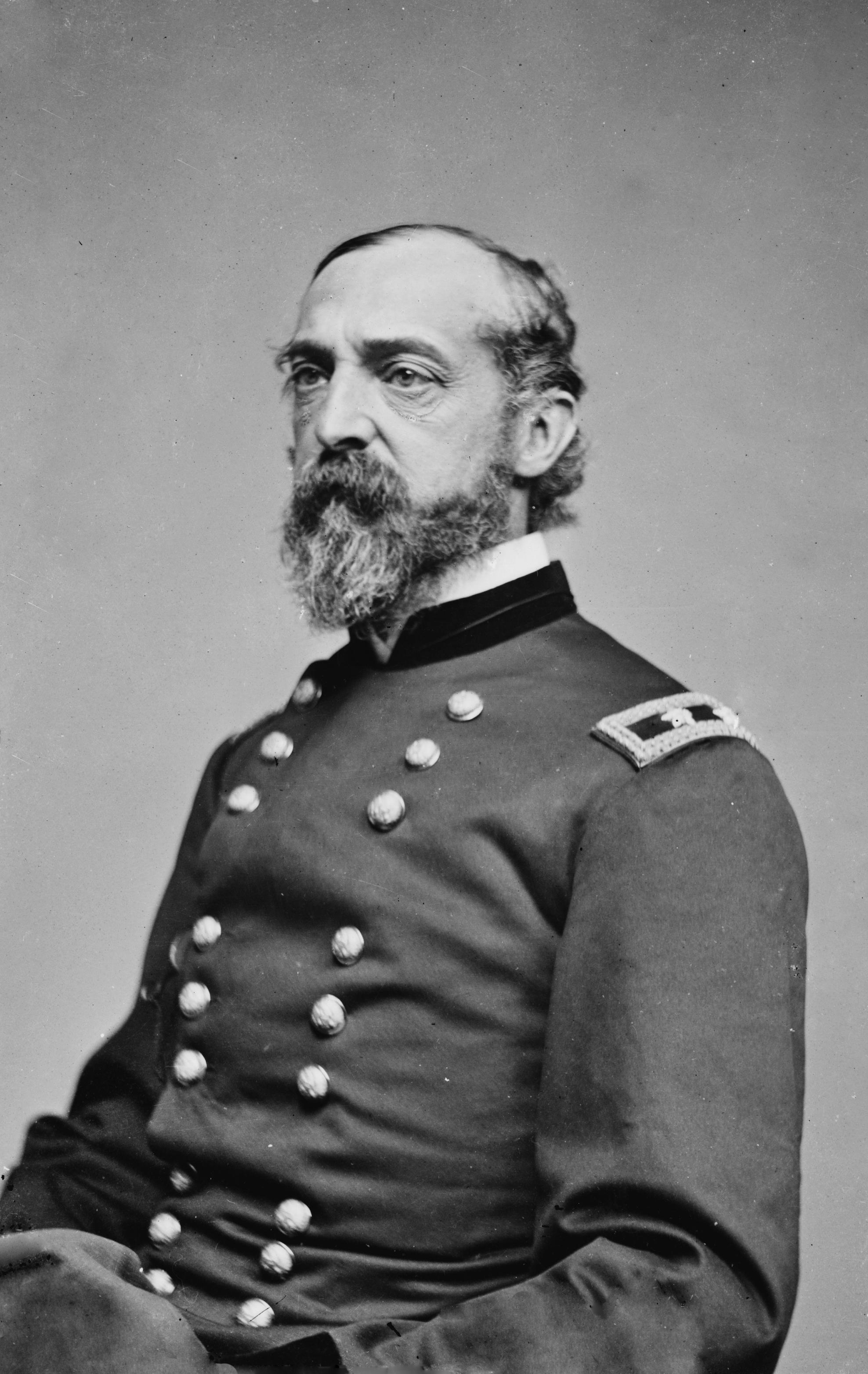
Generalmajor George Gordon Meade
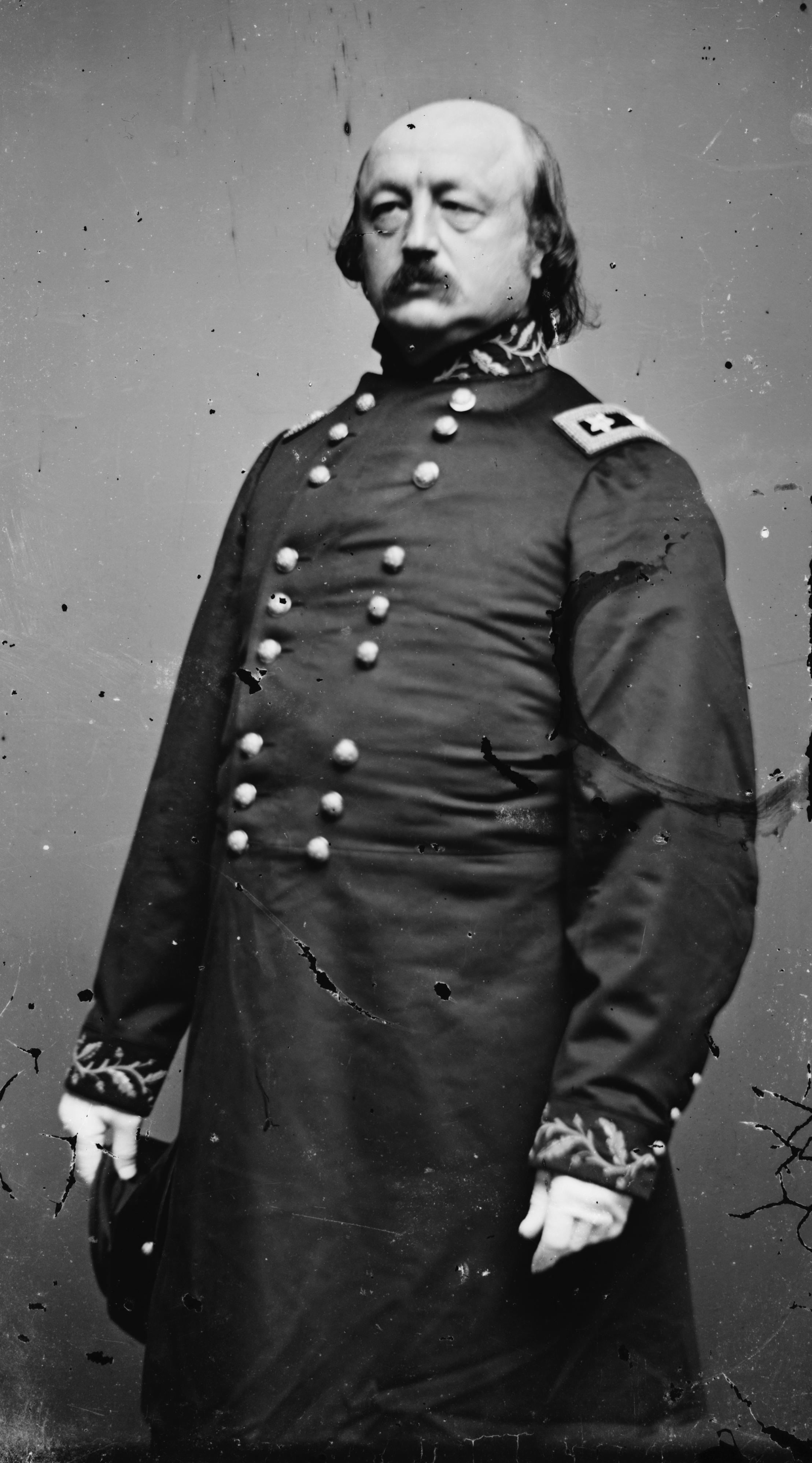
Generalmajor Benjamin Franklin Butler
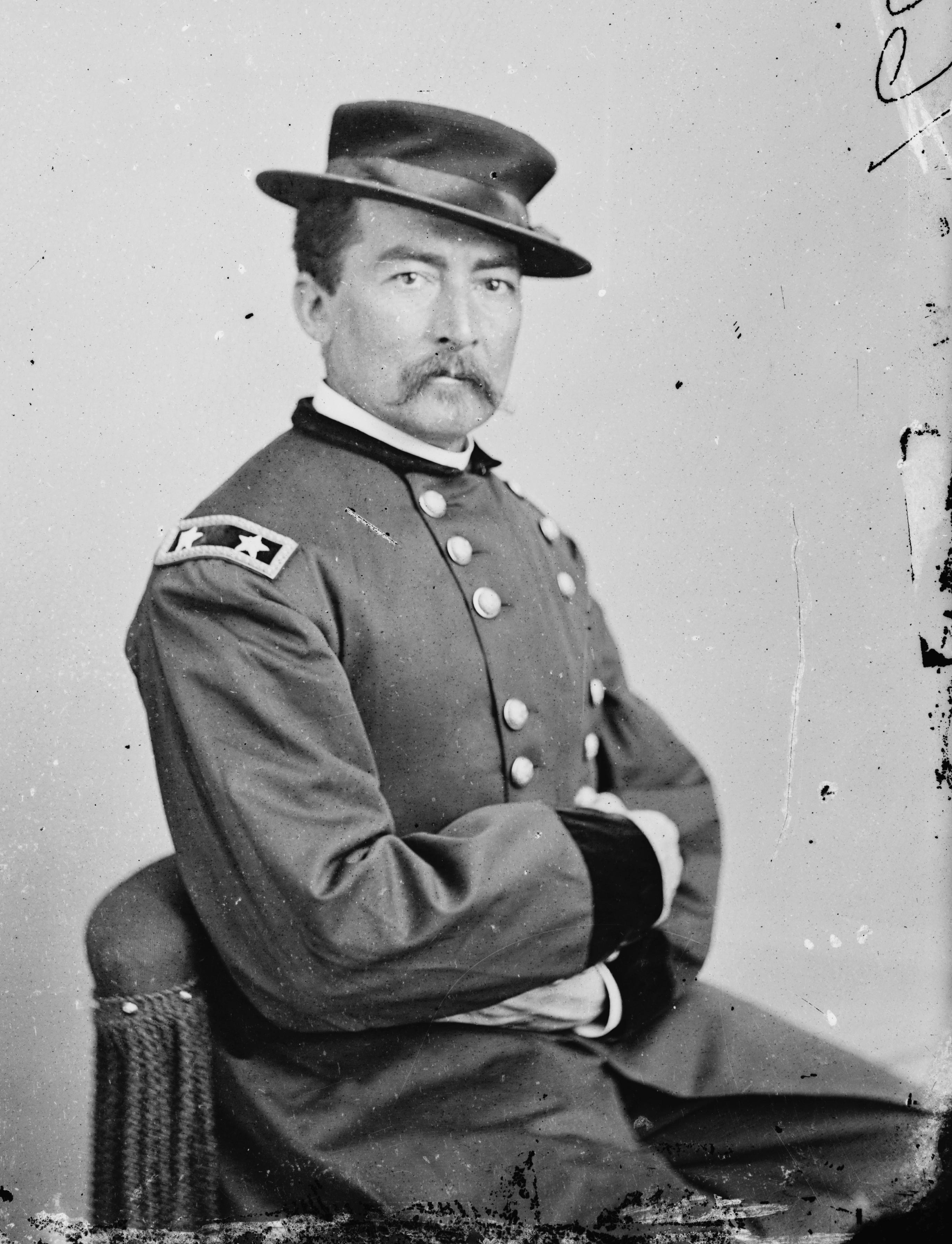
Generalmajor Philip Sheridan

Noch während des Feldzuges löste Grant Benjamin Franklin Butler von seinem Kommando ab und ersetzte ihn durch Generalmajor Edward Otho Cresap Ord. Grant griff selten in die Operationsführung der Armeeoberbefehlshaber ein, behielt sich jedoch vor, das eine oder andere Korps mit aus seiner Sicht vordringlichen Aufgaben zu betrauen.
Der Oberbefehlshaber der Nord-Virginia-Armee war General Robert E. Lee. Einen wesentlichen Beitrag zur Verteidigung von Petersburg leistete General P.G.T. Beauregard. Zwei weitere wichtige Kommandierende Generale Lees während des Richmond-Petersburg-Feldzuges waren Generalleutnant A.P. Hill und Generalmajor Gordon.

Oberbefehlshaber und Kommandierende Generale der Nord-Virginia-Armee
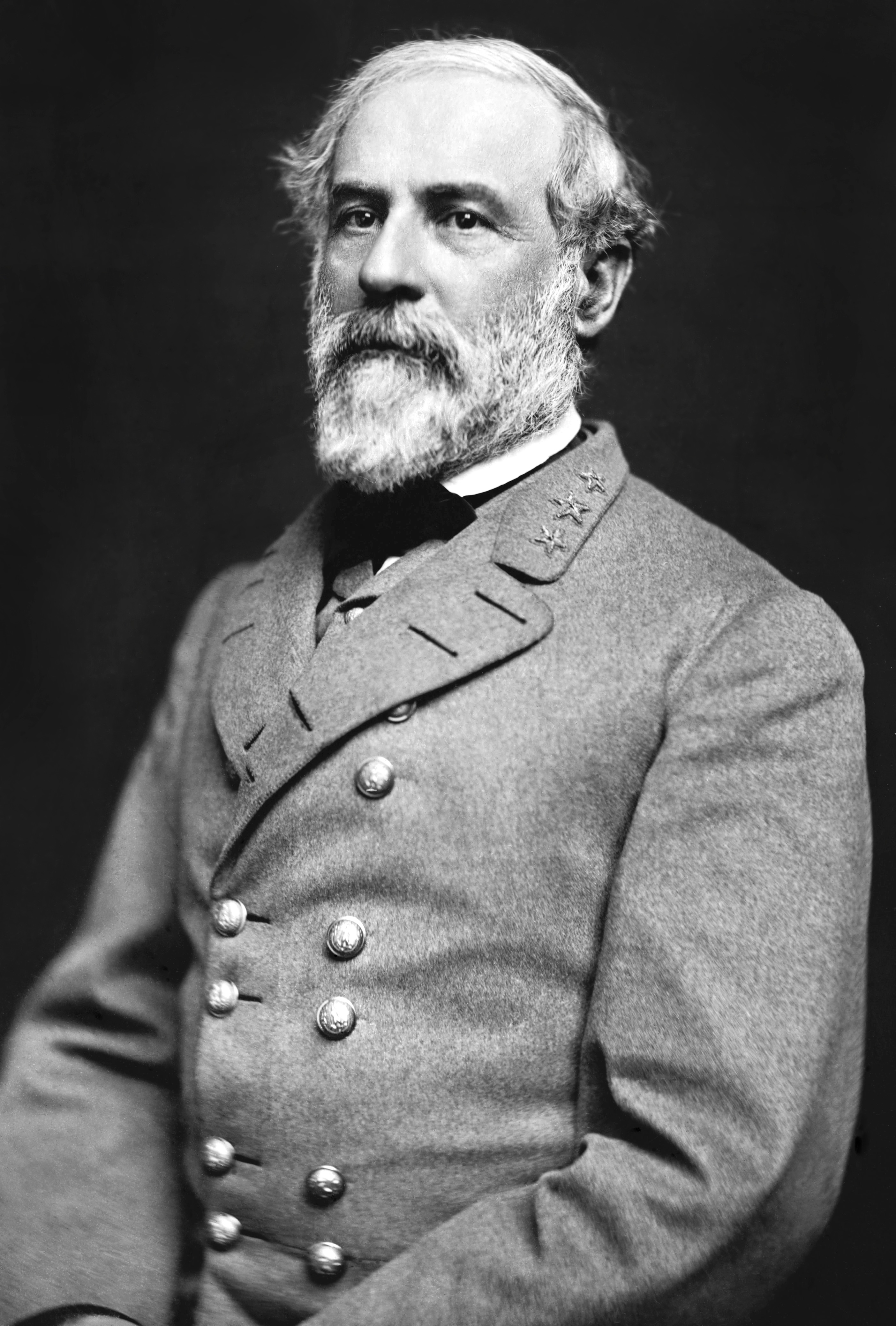
General Robert Edward Lee
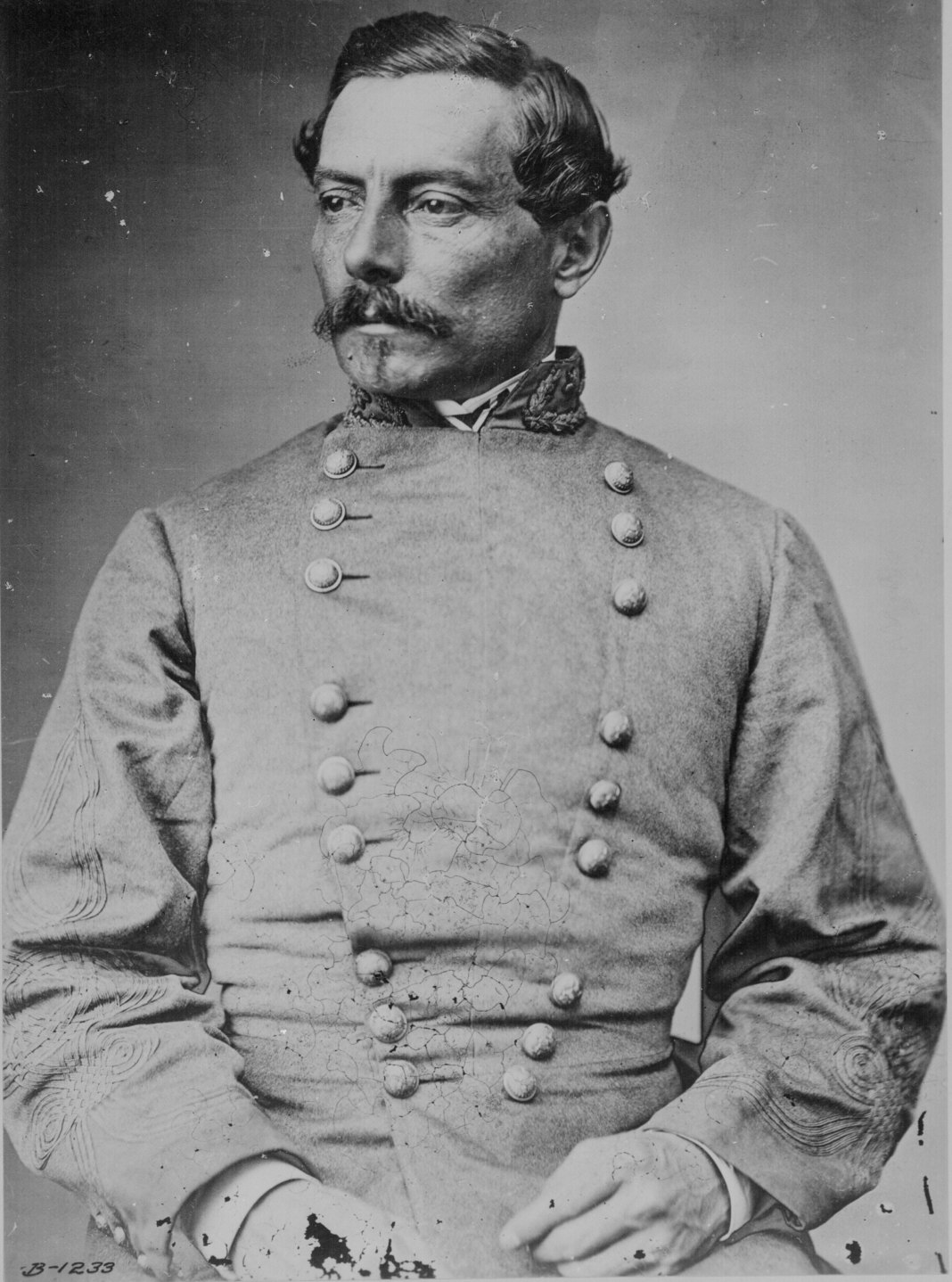
General P.G.T. Beauregard
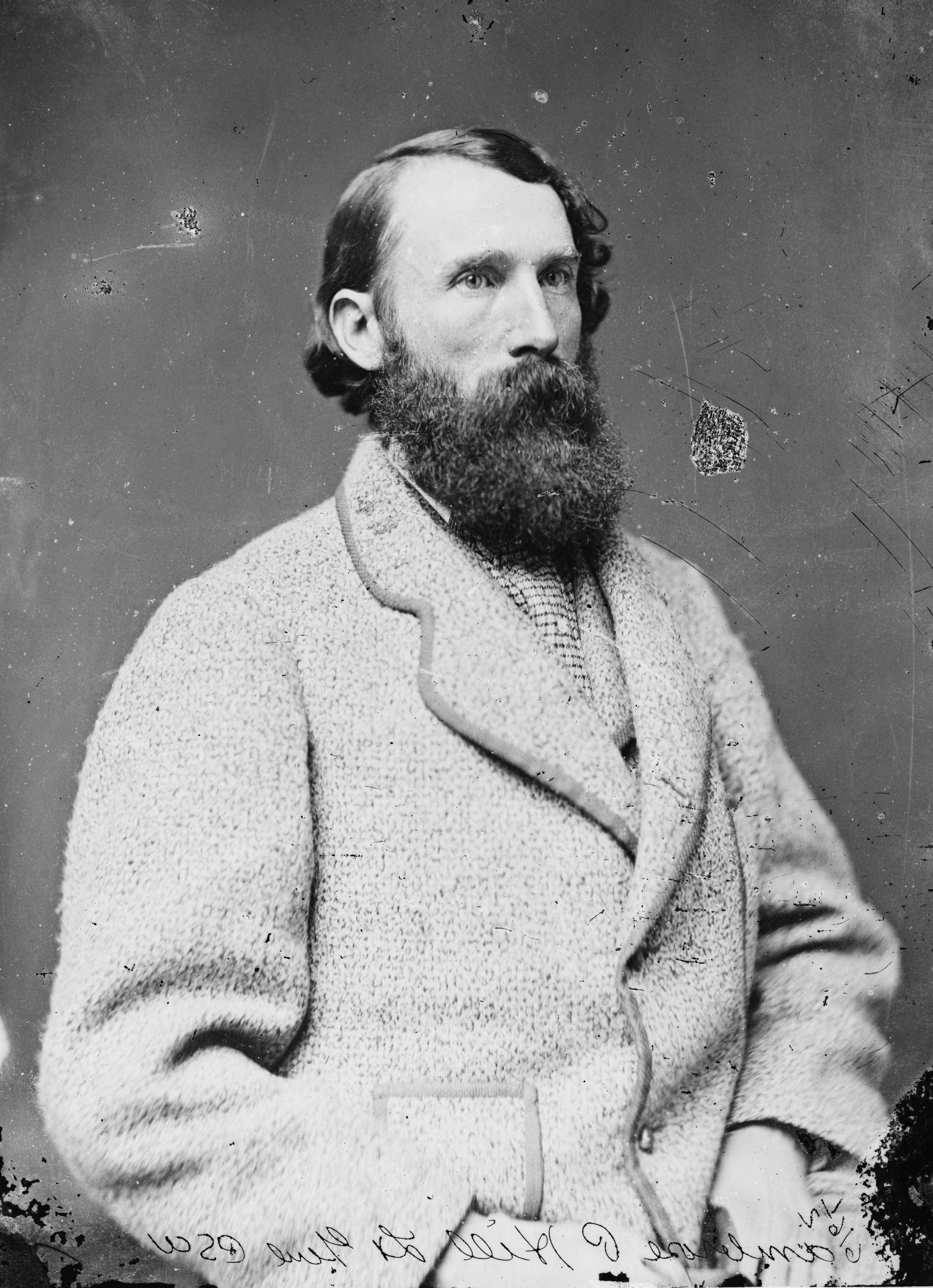
Generalleutnant A.P. Hill
Generalmajor John B. Gordon

### Gelände und Operationsplan
Das Gelände östlich und südöstlich von Richmond war durch die Flüsse Chickahominy und James und den dazwischen liegenden Sümpfen geprägt. Die nach Richmond führenden Straßen boten witterungsunabhängige Bewegungs-, die östlich des James gelegenen bis in die Nähe Richmonds reichenden New Market Heights Annäherungs- und Stellungsmöglichkeiten. Die Bermuda-Hundred-Halbinsel zwischen Appomattox und James war teilweise kultiviert. Petersburg war zu dieser Zeit die zweitgrößte Stadt Virginias und ein wichtiger Eisenbahn- und Straßenknotenpunkt. Nicht weniger als fünf Eisenbahnlinien führten durch die Stadt und über den Appomattox. Die Stadt war durch mehrere ausgebaute Verteidigungslinien im Osten und Süden geschützt. Das Gelände südlich und westlich von Petersburg war von vielen kleinen Wasserläufen durchzogen, die bei Hochwasser nur auf Brücken überquert werden konnten.
Bereits am 5. Juni informierte Grant seinen Stabschef Halleck, dass er beabsichtige, Petersburg zu erobern, um die Versorgung der Nord-Virginia-Armee und der konföderierten Regierung in Richmond zu unterbrechen. Am 12. Juni brach er die Schlacht von Cold Harbor ab und versuchte erneut, die Nord-Virginia-Armee links zu überflügeln. Über eine 640 m lange Pontonbrücke und auf dem Seeweg über den York und James nach City Point, Virginia verlegte er zunächst von Lee unbemerkt die Potomac-Armee über den James.
Das Ziel Grants war, die fünf Eisenbahnlinien zu unterbrechen. Im ersten Abschnitt des Feldzuges versuchte er, die Stadt und die Eisenbahnbrücken über den Appomattox zu erobern. Im weiteren Verlauf des Feldzuges sollte die Union eine Eisenbahnlinie nach der anderen unterbrechen. Dazu holte Grant immer weiter nach Süden und Westen aus. Die jeweils erreichten Stellungen bauten die Soldaten zu Feldbefestigungen aus.
Da General Lee während des Überlandfeldzuges den Vorteil der Verteidigung aus Feldbefestigungen verinnerlicht hatte, errichtete auch die Nord-Virginia-Armee gegenüber den angreifenden Truppen Grants Feldbefestigungen.
Der Feldzug setzte sich aus beweglich geführten Schlachten am jeweils äußersten Ende der Front und einzelnen Frontalangriffen von Feldbefestigung zu Feldbefestigung zusammen. Innerhalb der Feldbefestigungen herrschte ein Grabenkrieg.

## Anfängliche Angriffe auf Petersburg

### Erstes Gefecht um Petersburg (9. Juni 1864)
Der Bermuda-Hundred-Feldzug der James-Armee unter dem Oberbefehl von Generalmajor Butler hatte sich schon kurz nach dessen Beginn festgelaufen. Grant, der von Butlers militärischen Fähigkeiten nicht überzeugt war, verglich die Lage der James-Armee mit dem Inhalt einer verkorkten Flasche. Generalmajor Butler suchte nach einer Möglichkeit, seinen Ruf als politischer General wiederherzustellen. Er befahl deshalb, Petersburg anzugreifen, da dadurch Südstaatentruppen vor seiner Front abgezogen werden müssten und die James-Armee erneut gegen Richmond vorgehen könnte.
Rund um Petersburg hatten die Konföderierten schon während des Halbinsel-Feldzuges 1862 starke Feldbefestigungen angelegt. Die vorderste Linie erhielt den Namen des verantwortlichen Offiziers – Dimmock. Sie war 16 km lang und schützte Petersburg nach Osten und Süden.
Am 8. Juni überquerten 4.500 Mann – zwei Infanterie- und eine Kavalleriebrigade – den Appomattox. Die Infanterie sollte die Dimmock-Linie von Osten, die Kavallerie gleichzeitig von Süden entlang der Jerusalem Plank Road angreifen. Die Annäherung aller Brigaden wurde durch konföderierte Feldposten verzögert. Der gemeinsame Angriff wurde so verhindert. Nach einigen Geplänkeln entschloss sich der Kommandeur der Infanterie, den Angriff abzubrechen.
Die Kavallerie traf auf eine Kompanie virginischer Miliz mit einigen Geschützen. Die Miliz bestand aus vielen alten und sehr jungen Soldaten. Deshalb hat das Gefecht auch den Namen Gefecht der alten Männer und jungen Burschen erhalten. Nach nahezu zwei Stunden gelang es der Nordstaatenkavallerie durchzubrechen. Inzwischen hatten die Südstaatler kampferprobten Ersatz aus Richmond nach Petersburg gebracht. Der Kommandeur der Nordstaaten-Kavallerie brach das Gefecht ab und wich mit der Infanterie über den Appomattox aus.
Die Verluste der Konföderierten betrugen 75, die der Union 52 Soldaten.

### Zweite Schlacht um Petersburg (15.–18. Juni 1864)

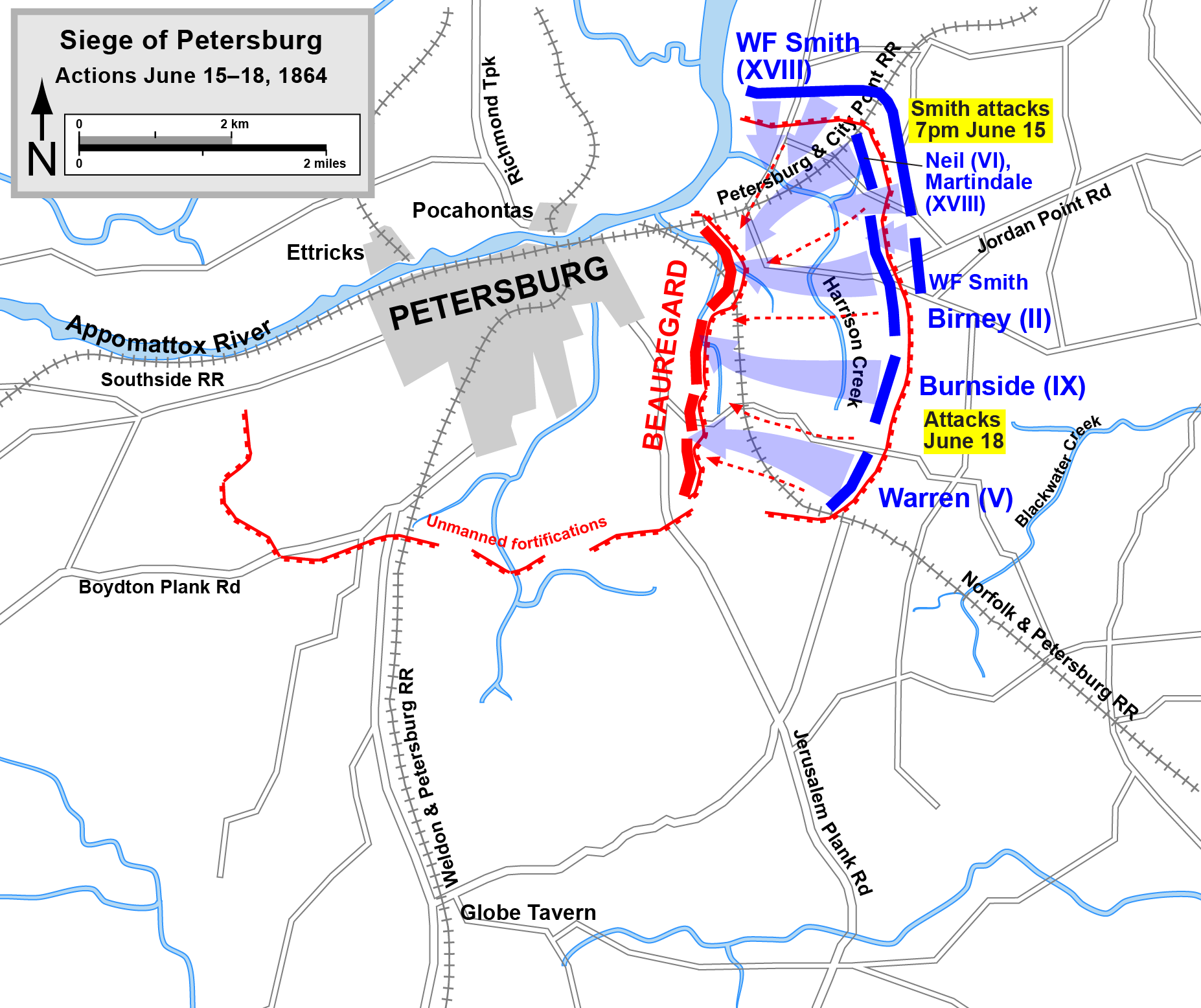
Zweite Schlacht um Petersburgrot: konföderierte Truppen
lila: vorbereitete Feldbefestigungen der Konföderierten
blau: Unionstruppen

Grant verschleierte den Abbruch der Schlacht von Cold Harbor beginnend am 12. Juni so gut, dass General Lee bis zum 17. Juni nicht an ein neuerliches Verschieben der Potomac-Armee nach Süden glaubte. Grant befahl Butler am 14. Juni, das XVIII. Korps (sein Korps) auf 16.000 Mann zu verstärken. Er beauftragte den Kommandierenden General des Korps, die gleiche Route wie bei den erfolglosen Angriffen am 9. Juni zu nehmen, Petersburg anzugreifen und einzunehmen. 
Beauregard standen 2.200 Soldaten unter der Führung Brigadegeneral Henry A. Wise‘, einem ehemaligen Gouverneur Virginias, zur Verfügung, die er im Nordosten der Dimmock-Linie einsetzte. Der James-Armee gegenüber auf der Bermuda Hundred Halbinsel setzte er 3.200 Mann ein. Der Zwischenraum zwischen den einzelnen Infanteristen in der Dimmock-Linie betrug ungefähr drei Meter, was zu der Zeit eigentlich zu wenig war. Smith begann den Angriff mit dem Überqueren des Appomattox in der Abenddämmerung des 15. Juni. Der Angriff war erfolgreich und warf die Konföderierten aus der Dimmock-Linie auf einer Breite von ungefähr fünfeinhalb Kilometern zurück auf eine weitere Befestigung entlang des Harrison Creeks. Trotz dieses Erfolges entschied sich Smith, den Angriff erst bei Anbruch der Morgendämmerung fortzusetzen. Auch der Kommandierende General des II. Korps, Generalmajor Winfield Scott Hancock, obwohl dienstgradhöher und als angriffslustig bekannt, akzeptierte die Entscheidung Smiths.
Beauregard zog mangels Weisungen aus Richmond 3.200 Mann von der Bermuda-Hundred-Front ab. Butler nutzte mit der James-Armee auch diese Gelegenheit nicht, seinen Ruf aufzubessern und blieb tatenlos. Am Morgen des nächsten Tages hatte Beauregard 14.000 Soldaten in den Stellungen östlich Petersburg zur Verfügung. Ihm standen, da inzwischen auch das IX. Korps Generalmajor Ambrose Everett Burnsides den James überquert hatte, 50.000 Soldaten der Union gegenüber. Generalmajor Hancock führte am späten Nachmittag alle drei Korps in einen Angriff gegen die Feldbefestigungen. Trotz einiger Anfangserfolge wurden die Angriffe der Unionstruppen abgewehrt. Die drei Korps gruben sich nahe der Feldbefestigungen der Konföderierten ein.
Am 17. Juni griffen die Unions-Korps unkoordiniert an. Das führte zwar zu einigen Erfolgen, endete aber nach Gegenangriffen meist in den Ausgangsstellungen. Beauregard ließ die Pioniere neue Feldbefestigungen westlich der Dimmock-Linie bauen, die die Konföderierten in der Nacht auf den 18. Juni bemannten. General Lee erkannte nun die Absicht Grants. Lee befahl zwei Divisionen, Beauregards Truppen zu verstärken, so dass die Konföderierten am Morgen des 18. Juni über 20.000 Soldaten verfügten.
Der Oberbefehlshaber der Potomac-Armee erreichte den Raum östlich Petersburg in der Nacht auf den 18. Juni und befahl einen Angriff mit vier Korps im Morgengrauen. Völlig überrascht durch die Aufgabe der Dimmock-Linie scheiterten alle Angriffe an den neuen Feldbefestigungen der Konföderierten. Eines der zur Infanterie umbefohlenen schweren Festungsartillerie-Regimenter, das 1. Maine Heavy Artillerie Regiment, verlor 632 von 900 Soldaten. 
Auch der Retter des linken Flügels der Potomac-Armee bei Gettysburg, Oberst Chamberlain, wurde schwer verwundet.
Inzwischen hatten die Hauptstreitkräfte der Nord-Virginia-Armee Petersburg ebenfalls erreicht.
Nachdem alle Angriffe gescheitert waren, befahl Generalmajor Meade der Potomac-Armee, Feldbefestigungen zu bauen. In den vier Tagen verzeichnete die Potomac-Armee 11.386 Mann Verluste und die Konföderierten rund 4.000 Mann.

## Erste Angriffe zur Unterbrechung der Eisenbahnlinien
Die Südstaatler versorgten die Nord-Virginia-Armee und Richmond nach den Angriffen der letzten Woche noch über drei Eisenbahnlinien. Die Richmond und Petersburg-Bahnlinie zwischen Petersburg und Richmond, die Southside-Eisenbahnlinie von City Point, Virginia über Petersburg nach Lynchburg, Virginia, die östlich von Petersburg bereits von der Potomac-Armee genutzt wurde und die Weldon-Bahnlinie, die vom letzten in konföderierter Hand gebliebenen Seehafen Wilmington (North Carolina) nach Richmond führte und den Stellungen der Potomac-Armee am nächsten gelegen war. Grant ordnete am 20. Juni einen Raid zur Unterbrechung der Southside-Bahnlinie an und empfahl Meade einen Tag später einen Vorstoß zur Weldon-Bahnlinie.

### Schlacht an der Jerusalem Plank Road (21.–23. Juni 1864)

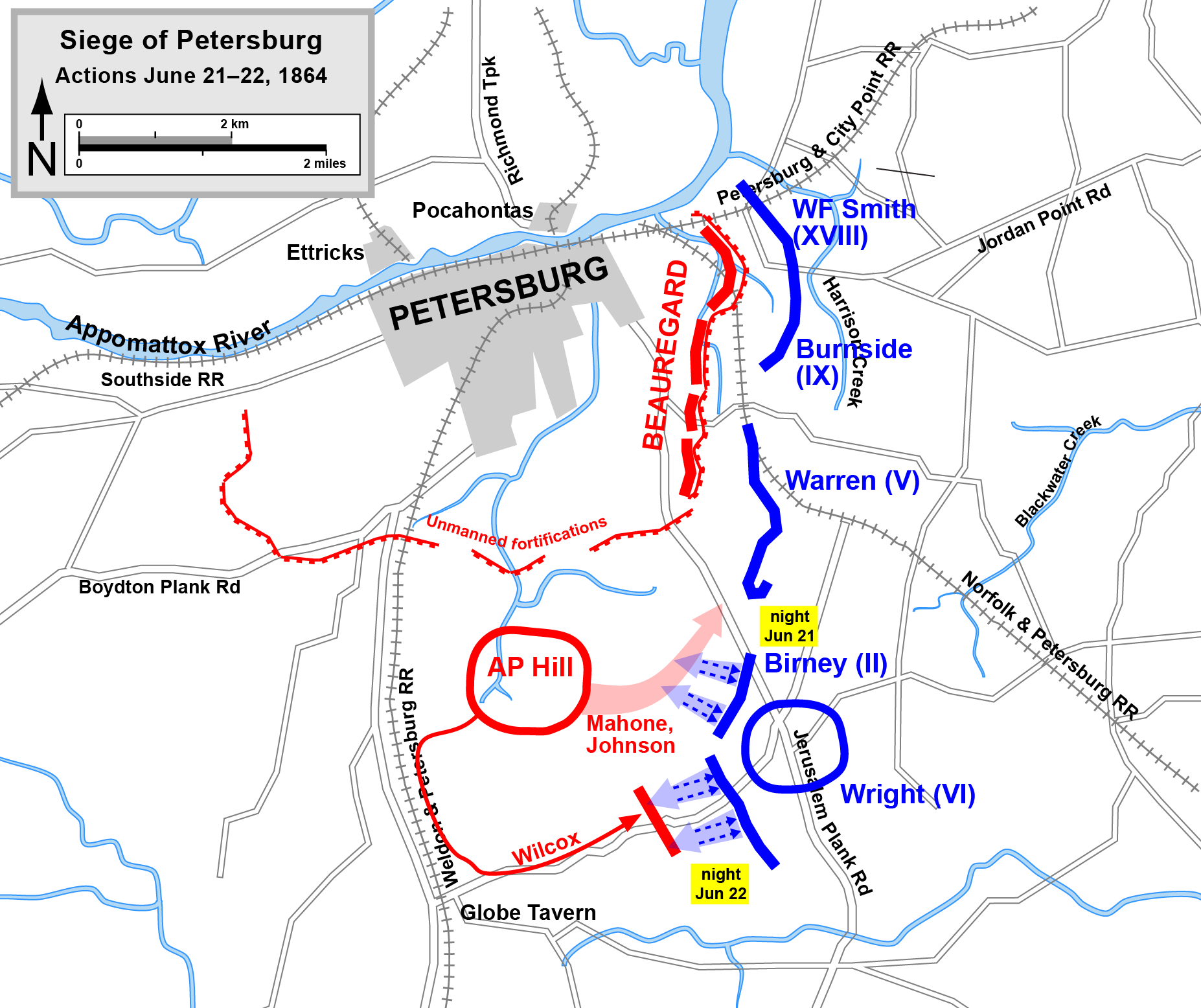
Schlacht an der Jerusalem Plank Roadrot: konföderierte Truppen
lila: vorbereitete Feldbefestigungen der Konföderierten
blau: Unionstruppen

Bereits am 20. Juni hatte Meade dem II. und Teilen des VI. Korps befohlen, die Weldon-Bahnlinie abzuschneiden. Während des Vormarsches am 21. Juni ging die Verbindung zwischen den beiden Korps verloren. In diese Lücke stießen am 22. Juni die Divisionen der Brigadegenerale William Mahone und Cadmus Marcellus Wilcox aus dem konföderierten III. Korps Generalleutnant A.P. Hills. Die beiden Divisionen warfen die beiden Unionskorps bis zur Jerusalem Plank Road zurück und fügten ihnen hohe Verluste zu.
Am Morgen des 23. Juni griff das II. US-Korps erneut an, fand die von den Konföderierten am vorhergehenden Tag eroberten eigenen Feldbefestigungen verlassen vor und kam bis zur Weldon-Bahnlinie vor. Die Soldaten begannen mit der Zerstörung der Eisenbahntrasse, als sie von überlegenen Südstaatlern angegriffen wurden. Da das VI. Korps sich nicht in der Lage sah, den Vorstoß des II. Korps zu unterstützen, wich das Korps auf die eigenen Feldbefestigungen aus.
Die Zerstörungen an der Eisenbahntrasse waren geringfügig; die Konföderierten konnten sie weiter nutzen. Die Feldbefestigungen wurden weiter nach Süden und Westen ausgedehnt. Die Schlacht endete unentschieden.

### Wilson-Kautz Raid (22. Juni–1. Juli 1864)

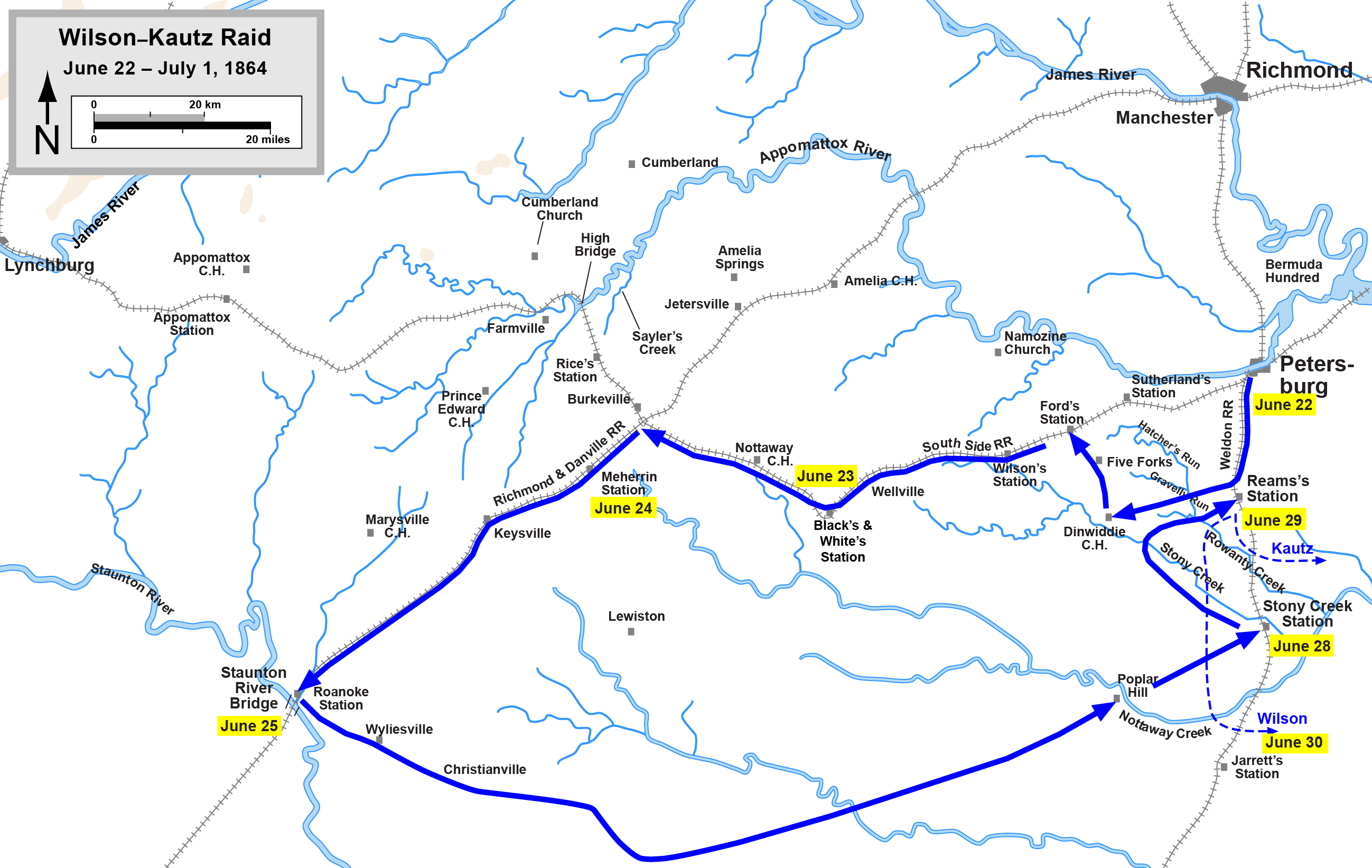
Wilson-Kautz Raidblau: Unionstruppen

Meade beauftragte Brigadegeneral James H. Wilson, soviel Schienenstrang wie möglich südlich und südwestlich Petersburg zu zerstören. Grant hielt die Truppenstärke für zu gering und verstärkte Wilsons Division durch die Kavalleriedivision Kautz’ aus der James-Armee. Am Morgen des 22. Juni brachen 3.300 Mann und zwei Artilleriebatterien (12 Geschütze) auf. Sie zerstörten sieben Meilen Eisenbahnschienen der Weldon-Eisenbahnlinie bei Reams Station und rollendes Gut. Noch am selben Tag ritten die beiden Kavalleriedivisionen weiter nach Westen und setzten das Zerstörungswerk an der Southside-Eisenbahnlinie fort. Am 23. Juni griff konföderierte Kavallerie die Nachhut Wilsons an. Kautz’ und Wilsons Divisionen wichen nach Westen entlang der Eisenbahnlinie aus und zerstörten dabei ungefähr 30 Meilen Gleise. Am 24. Juni wandten sich die US-Divisionen nach Südwesten und begannen die Eisenbahntrasse der Richmond und Danville-Eisenbahnlinie zu zerstören.
Am 25. Juni wollte Wilson die Eisenbahnbrücke über den Staunton zerstören. Die Brücke wurde von ungefähr 1.000 Mann konföderierter Heimwehr aus Feldbefestigungen und durch Artillerie verstärkt gesichert. Während des Gefechts an der Staunton River Bridge griff Kautz’ Division mehrmals an, wurde aber jeweils abgewehrt. Gleichzeitig wurde Wilsons Nachhut erneut von Generalmajor William Henry Fitzhugh Lees Kavalleristen angegriffen. Trotz nur geringer Verluste beschlossen Wilson und Kautz, den Raid abzubrechen und zu den eigenen Linie an der Weldon-Bahnlinie zurückzukehren, die sich nach Angaben Generalmajor Meades in der Hand der Potomac-Armee befinden sollte.
Während des Rückmarsches lieferten sich die konföderierten Kavalleristen ständig Geplänkel mit der Nachhut der ausweichenden Unionskavallerie. Um der Bedrohung zu begegnen, hatte General Lee Generalmajor Wade Hamptons mit dem Abfangen der Unionsdivisionen beauftragt.
Am 28. Juni erreichten Wilson und Kautz die Weldon-Bahnlinie 17 Meilen südlich von Petersburg. Dort trafen sie auf Kavallerie aus Hamptons Kavalleriekorps und Infanterie. Im Gefecht bei der Sappony Church gelang es ihnen nicht durchzubrechen. Am Abend griff auch die Kavalleriedivision Lees ein. Es gelang Wilsons und Kautz’ Divisionen, im Schutz der Dunkelheit nach Norden zu entkommen.
Am 29. Juni näherte sich die Division Kautz’ von Westen Reams Station. Dort befand sich jedoch keine Unionsinfanterie, sondern eine Division der Konföderierten. Es entwickelte sich das erste Gefecht an der Reams Station. Der Durchbruchsversuch der Unionskavallerie blieb erfolglos, durch einen Gegenangriff der Konföderierten wurden die Divisionen von Wilson und Kautz in den Flanken angegriffen. Auf die Bitte um Entsatz setzte Meade das VI. Korps und Teile von Sheridans Kavalleriekorps in Richtung Reams Station in Marsch. Als diese am Abend dort eintrafen, waren die Divisionen Wilsons und Kautz’ verschwunden. Sie hatten ohne Aussicht auf Hilfe ihren Tross verbrannt, machten die Geschütze unbrauchbar und flohen nach Süden. Die Nordstaatler erreichten die eigenen Linien erst am 1. Juli.
Als Ergebnis des Raids waren 60 Meilen Gleise zerstört worden; der Schaden konnte von den Südstaatlern schnell behoben werden. Die Verluste der beiden Divisionen betrugen 1.445 Soldaten. Während Wilson dieses Ergebnis als strategischen Erfolg bewertete, ordnete Generalleutnant Grant es als Beinahe-Fiasko ein.

## Operationen Ende Juli

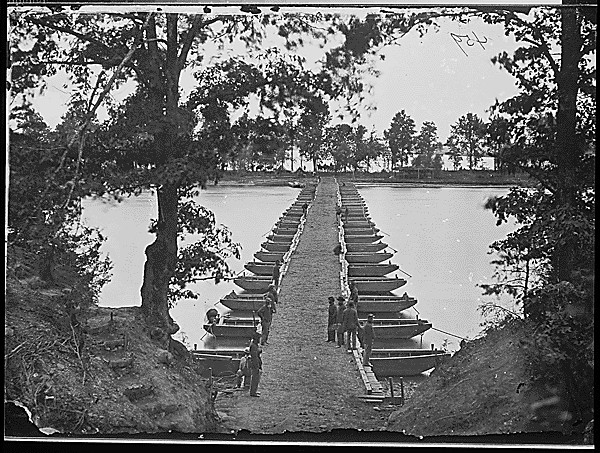
Ständige Pontonbrücke bei Deep Bottom

Generalleutnant Earlys erfolgreicher Raid durch das Shenandoah-Tal zwang Grant, zur Verteidigung Washingtons ein Korps aus der Front vor Petersburg abzuziehen. Am 24. Juli befahl er deshalb Generalmajor Meade, die Weldon-Eisenbahnlinie zunächst nicht weiter anzugreifen. Gemeinsam mit dem Oberbefehlshaber der Potomac-Armee sah er keine Möglichkeit für offensive Aktionen.
Am 25. Juni hatte der Kommandierende General des IX. Korps, Generalmajor Burnside, bei Meade und Grant beantragt, mit einer Mine unter den gegnerischen Stellungen einen Frontvorsprung der Konföderierten zu beseitigen. Widerwillig stimmten beide zu, in erster Linie wohl deshalb, weil dadurch die Soldaten beschäftigt waren. Das vordringlichste Ziel Grants war, Lee daran zu hindern, Verstärkungen in den Westen zu senden, um General Johnston im Kampf gegen Generalmajor Sherman zu verstärken. Je weiter die Vorbereitungen für das Zünden der Mine gerieten, desto mehr erkannten Grant und Meade die Möglichkeit eines frontalen Angriffs auf Petersburg.

### Erste Schlacht bei Deep Bottom (27.–29. Juli 1864)

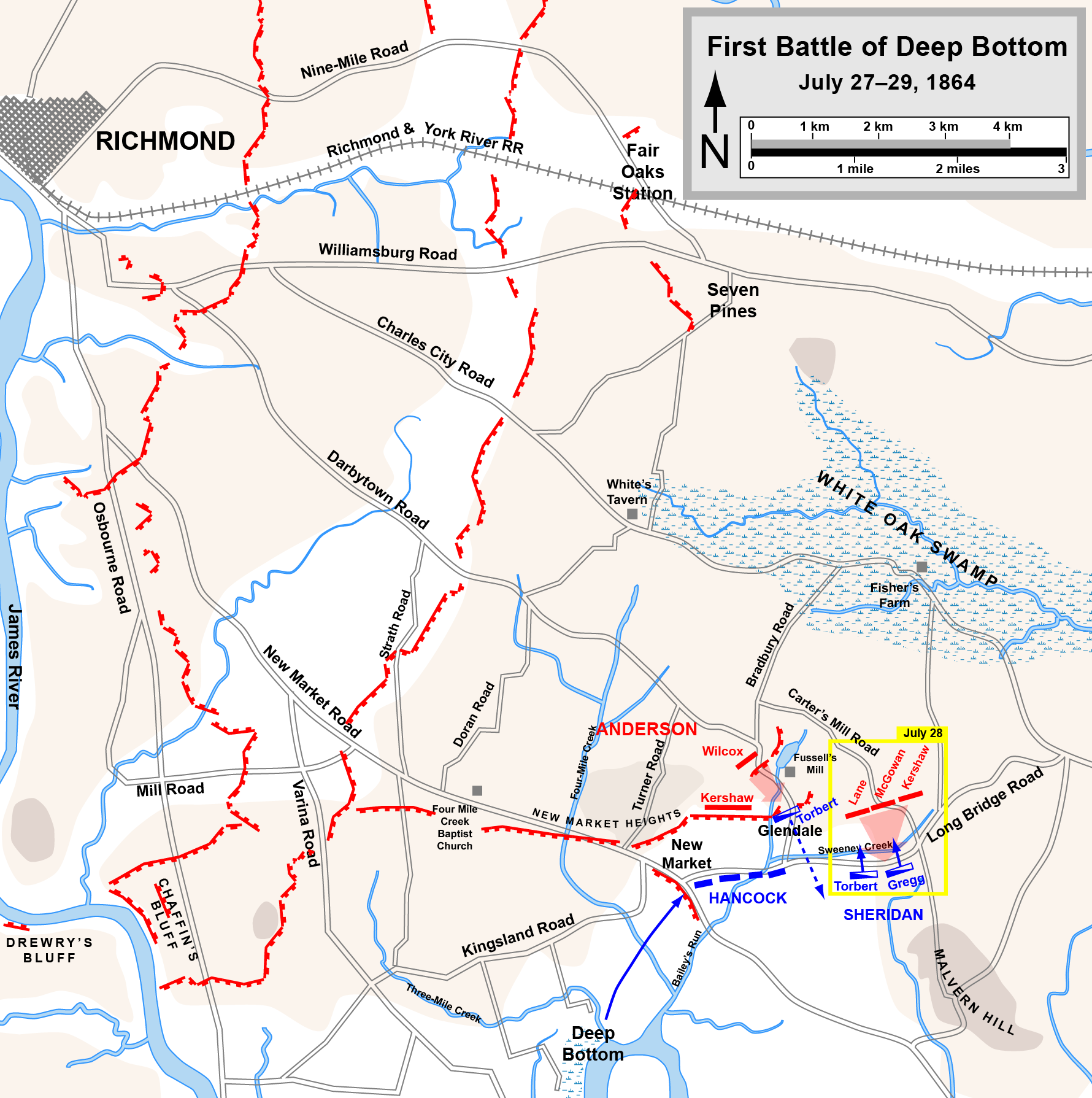
Erste Schlacht bei Deep Bottomrot: konföderierte Truppen
blau: Unionstruppen

Grant befahl der Potomac-Armee mit dem II. Korps Generalmajor Hancocks und Teilen des Kavalleriekorps unter persönlicher Führung Generalmajor Sheridans einen Vorstoß nördlich des James durchzuführen. Ziel der Operation sollte die Zerstörung der Eisenbahnbrücken der Virginia Central Eisenbahnlinie über den Chickahominy sein. Das II. Korps sollte das Ausweichen der Kavallerie sichern.
Als General Lee von den Truppenbewegungen erfuhr, verstärkte er die Truppen südlich von Richmond um insgesamt 16.500 Mann aus dem Wehrbezirk Richmond und den Stellungen vor Petersburg. Die Südstaatler bezogen Feldbefestigungen am südlichen und östlichen Rand der New Market Heights.
Am 27. Juli wehrten sie den Angriff von Sheridans Kavallerie östlich der New Market Heights durch einen Gegenangriff ab. Das II. Korps beschränkte sich den Rest des Tages auf Aufklärung. Am 28. Juli griff Sheridans Kavalleriekorps erneut die linke Flanke der Konföderierten an. Der Angriff wurde abgewehrt; der Kavallerie gelang es wegen ihrer überlegenen Feuerkraft, 200 konföderierte Soldaten gefangen zu nehmen. Generalleutnant Grant brach die Operation am Nachmittag des 28. Juli ab und unterstellte das Kavalleriekorps wieder der Potomac-Armee, bei der es auf dem linken Flügel eingesetzt werden sollte.
Grant äußerte sich zufrieden mit dem Ergebnis der Schlacht: Zwar hatte die Operation keinen Einfluss auf die Operationen Earlys vor Washington, aber Lee hatte, um auf die Bedrohung bei Deep Bottom zu reagieren, Truppen aus den Stellungen vor Petersburg abziehen müssen. Grant sah es deshalb als günstig an, seinen Angriff auf Petersburg beim IX. Korps Generalmajor Burnsides mit der Sprengung einer Mine fortzusetzen.
Am Nachmittag des 27. Juli sprachen Lee und Präsident Jefferson Davis miteinander. Davis bat Lee, zu überdenken, ob es nicht an der Zeit wäre, Earlys Auftrag abzubrechen. Lee antwortete: „Ich weiß nicht, inwieweit Earlys Anwesenheit hier heute notwendiger war als gestern.“
Die Verluste der Union betrugen 488 Soldaten, die der Konföderierten 679.

### Kraterschlacht (30. Juli 1864)

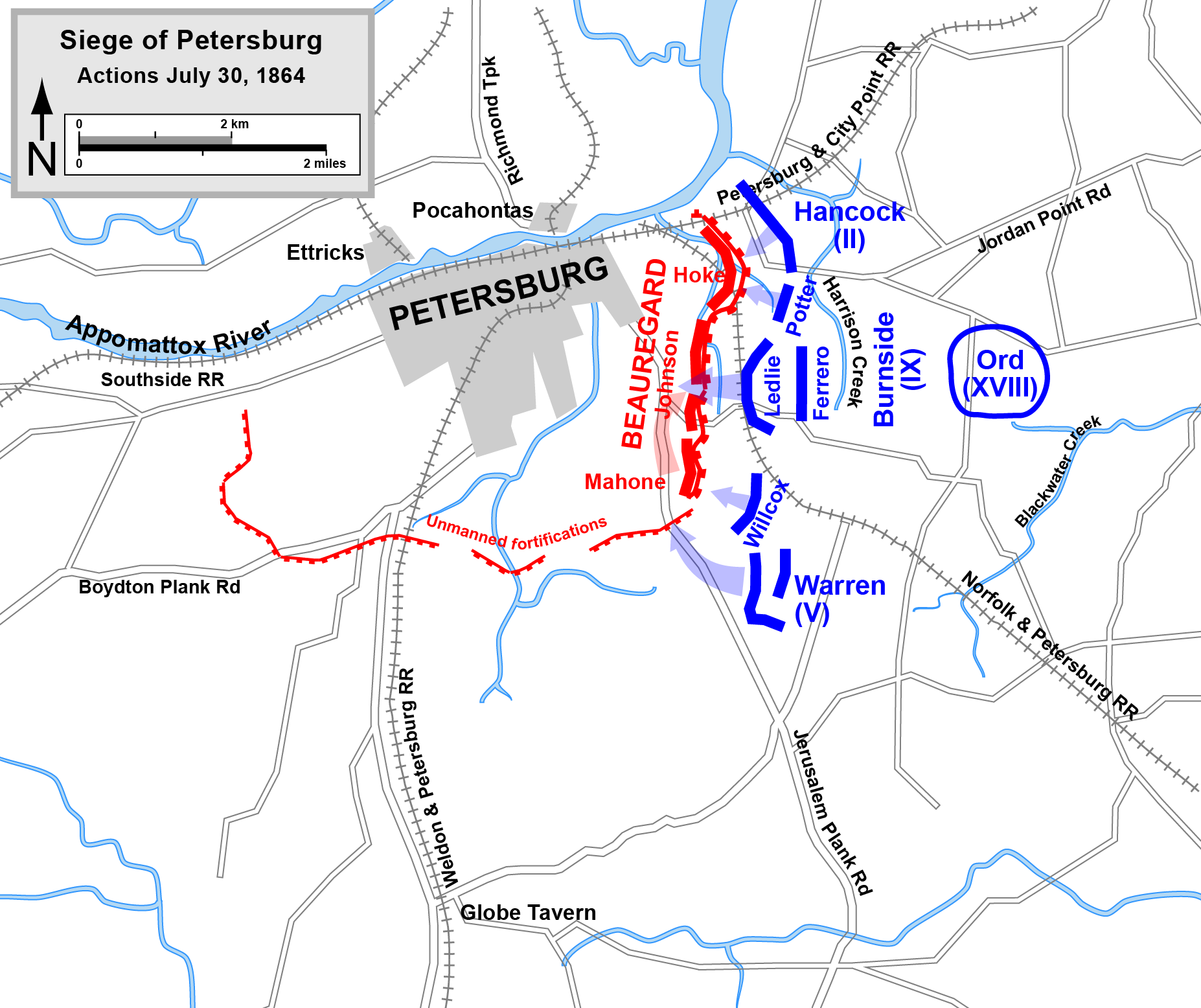
Kraterschlachtrot: konföderierte Truppen
lila: vorbereitete Feldbefestigungen der Konföderierten
blau: Unionstruppen

Der Kommandierende General des IX. Korps, Generalmajor Ambrose Burnside, ließ einen 500 m langen Stollen graben, der unter einem Frontvorsprung der Konföderierten endete. Dieser Frontvorsprung lag nah (bis auf 40 m) an seinen eigenen Stellungen. Am Ende des Stollens sollte eine Sprengladung gezündet werden; anschließend wollte er die Konföderierten durch die entstandene Bresche angreifen. Ziel des Angriffs war ein ungefähr 450 m hinter den konföderierten Stellungen gelegener Kamm einer Bodenwelle sein, von der aus direkt nach Petersburg gewirkt werden konnte.
Durch die erste Schlacht bei Deep Bottom gelang es den Nordstaatlern, Lee zum Abzug von Truppenteilen aus der Front vor Petersburg zu bewegen. Grant setzte deshalb den Angriffsbeginn auf den 30. Juli fest. Meade stellte die dem IX. Korps benachbarten Korps bereit, um einen Erfolg sofort ausnutzen zu können. Wenige Stunden vor Angriffsbeginn befahlen beide Oberbefehlshaber Burnside, nicht die vorgesehene und für genau diesen Angriff vorbereitete aus „Schwarzen“ bestehende 4. Division einzusetzen. Während Meade diesen Befehl mit mangelnder Zuversicht in die Leistungsfähigkeit der Soldaten der IV. Division begründete, sagte Grant später vor dem „Gemeinsamen Komitee für die Kriegsführung“ (Congressional Joint Committee on the Conduct of the War): „Wenn der Angriff mißlänge, wäre gesagt worden, wir hätten diese Menschen vorgeschickt und verheizt, weil sie uns nicht wert seien. Das konnte man aber nicht sagen, wenn wir weiße Truppen vorausschickten.“
Die Explosion fand im Morgengrauen statt und erzeugte einen zehn Meter tiefen, 20 Meter breiten und 60 Meter langen Krater. Ein konföderiertes Infanterieregiment und eine Artilleriebatterie wurden durch die Explosion vernichtet oder von Erdmassen begraben. Benachbarte konföderierte Truppenteile flohen vor Angst. Die angreifenden Unionssoldaten hielten an und bestaunten den Krater. Wegen mangelnder Geländekenntnisse, nicht eindeutiger Befehlsgebung und fehlender Führung führten die Kommandeure ihre Brigaden durch den Krater, anstatt um den Krater herum in die Flanken der konföderierten Stellungen zu führen. Auch die beiden folgenden Divisionen folgten dem Beispiel der vorderen Division.
Das Durcheinander erreichte einen Höhepunkt, als konföderierte Artillerie und Mörser sich auf die Menschenmasse im Krater eingeschossen hatten, was zu einer Flucht der Soldaten aus dem Krater führte. Die Flüchtenden hatten ohne Leitern Schwierigkeiten, den Kraterrand zu erreichen, was das Chaos weiter vergrößerte. Wenigen Offizieren gelang es, ihre Einheiten zu sammeln und beiderseits des Kraters vorzugehen. Diese Einheiten liefen in einen inzwischen begonnenen Gegenangriff der Konföderierten hinein und ergriffen die Flucht. Durch dieses Durcheinander mühten sich gegen 08:00 Uhr die Verbände der 4. Division. Sie gerieten in den Schwerpunkt des Gegenangriffs der Konföderierten unter Brigadegeneral Mahone. Viele konföderierte Soldaten waren über „Neger“ in Uniformen sehr aufgebracht und ermordeten viele, als sie sich ergeben wollten.
Das IX. Korps verlor über 3.798 Soldaten – davon ein Drittel aus der 4. Division – gegenüber weniger als der Hälfte bei den Konföderierten. 
Meade und Grant schoben die gesamte Schuld an diesem Desaster Generalmajor Burnside und seinen Divisionskommandeuren zu. 
Die Dienstposten des Kommandierenden Generals und der Divisionskommandeure wurden neu besetzt. 
Grant schrieb am 1. August in einer Nachricht an den Chef des Stabes, Generalmajor Halleck: „Das war das schlimmste Ereignis, dessen Augenzeuge ich während des Krieges war. Eine solche Gelegenheit, die Befestigungen einzunehmen, habe ich noch nie erlebt und ich erwarte keine neuerliche Chance.“

## Zweite Schlacht bei Deep Bottom (14.–20. August)

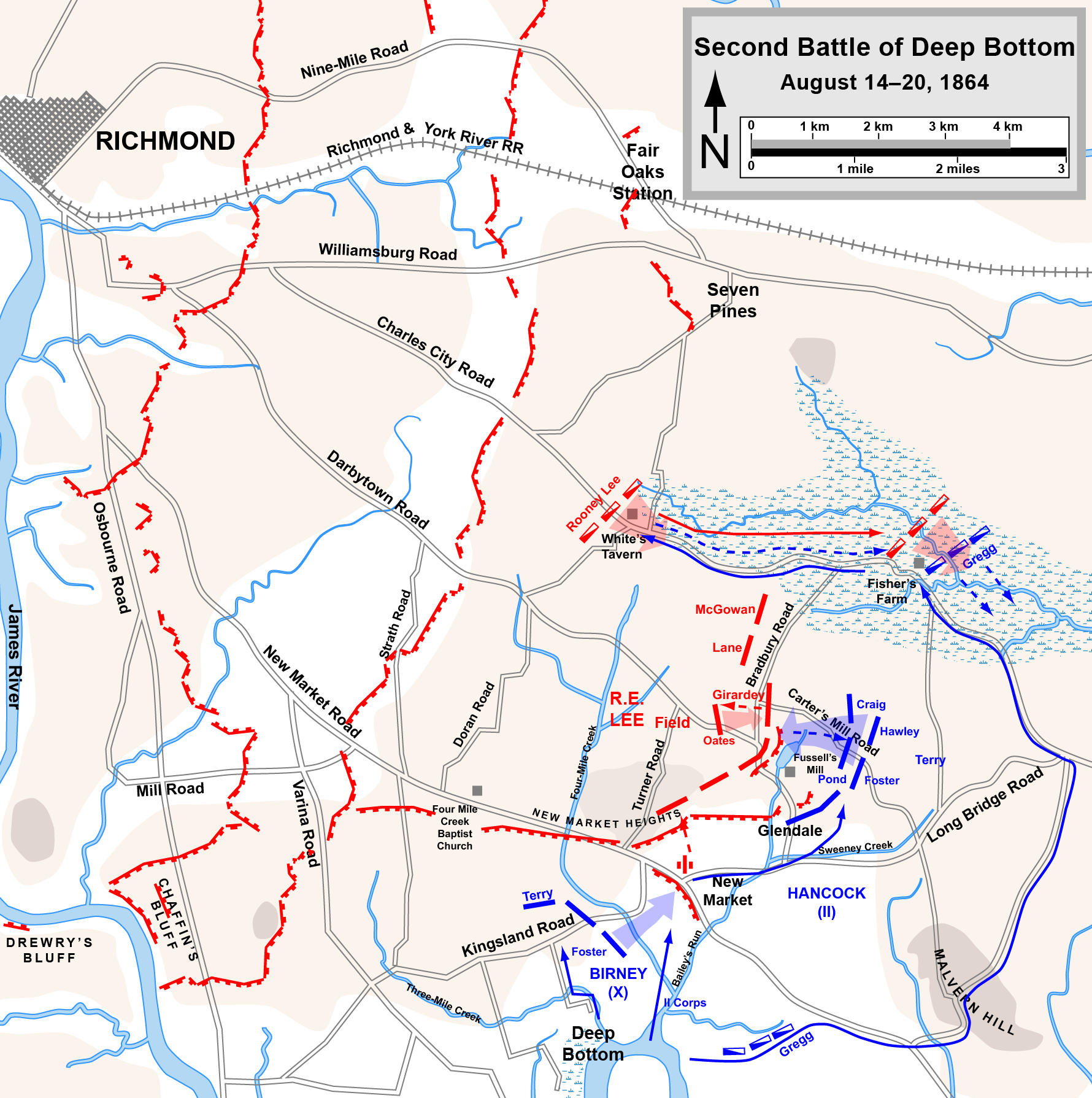
Zweite Schlacht bei Deep Bottomrot: konföderierte Truppen
blau: Unionstruppen

Generalleutnant Early brannte am Tag der Kraterschlacht Chambersburg, Virginia nieder. Um Early bei einem eventuellen Erfolg unterstützen zu können, befahl Lee eine Infanterie- und eine Kavallerie-Division in den Raum Culpeper, Virginia. Grant glaubte, dass das gesamte I. Korps der Nord-Virginia-Armee verlegt worden sei. Ein erneuter Angriff gegen die 8.500 verbliebenen konföderierten Verteidiger Richmonds würde sowohl weitere Verstärkungen Earlys verhindern als auch Lee zwingen, weitere Truppen aus den Stellungen vor Petersburg abzuziehen.
Mit dem Angriff beauftragte Grant das X. Korps unter Brigadegeneral Birney und das II. Korps. Noch in der Nacht des 13. August kam es zu den ersten Vorpostengefechten. Birneys Korps gelang es jedoch nicht, die Feldbefestigungen der Konföderierten auf den New Market Heights zu nehmen. Das II. Korps erreichte seine Ausgangsstellungen nur langsam, wobei viele Soldaten durch Hitzschlag starben. Gegen Mittag des 14. August kam es zu neuen Kämpfen. Die US-Generale waren überrascht, dass ihnen gegenüber zwei konföderierte Divisionen eingegraben waren. Das II. US-Korps griff mit zwei Divisionen rechts an. Die Konföderierten waren deshalb gezwungen, ihre Stellungen auf dem linken Flügel durch Truppen vom rechten Flügel zu verstärken. Dies nutzte das X. Korps aus und erzielte einen Einbruch in die Feldbefestigungen der Konföderierten und erbeutete vier Geschütze.
Obwohl weitgehend erfolglos, war General Lee nun davon überzeugt, dass die Bedrohung ostwärts des James zu groß sei und er verlegte zwei Infanteriebrigaden und zwei Kavalleriedivisionen, die zur Verstärkung Earlys vorgesehen waren, in den Raum südlich Richmonds. Am 16. August griff eine föderale Kavalleriedivision in der linken Flanke der Konföderierten an und lieferte sich den ganzen Tag ein Gefecht mit der von Lee dort eingesetzten Kavalleriedivision. Auf dem anderen Flügel der Union griff das X. Korps an und erzielte mit einer Infanteriedivision einen Einbruch in die Stellungen der Konföderierten. Die beiden Kommandierenden Generale nutzen wegen mangelhafter Informationen diesen Vorteil jedoch nicht und den Konföderierten gelang es, die Einbruchsstelle abzuriegeln und die Stellungen wiederzugewinnen.
General Lee plante für den 18. August einen Gegenangriff östlich des James. Die Operation war jedoch vom örtlichen Befehlshaber schlecht organisiert und scheiterte. In der Nacht zum 20. August verlegte das II. Korps über den James in seine ehemaligen Stellungen vor Petersburg und beendete damit die Schlacht.
Die Union hatte 2.899 und die Konföderierten 1.500 Soldaten Verluste.

## Kampf um die Weldon-Eisenbahnlinie

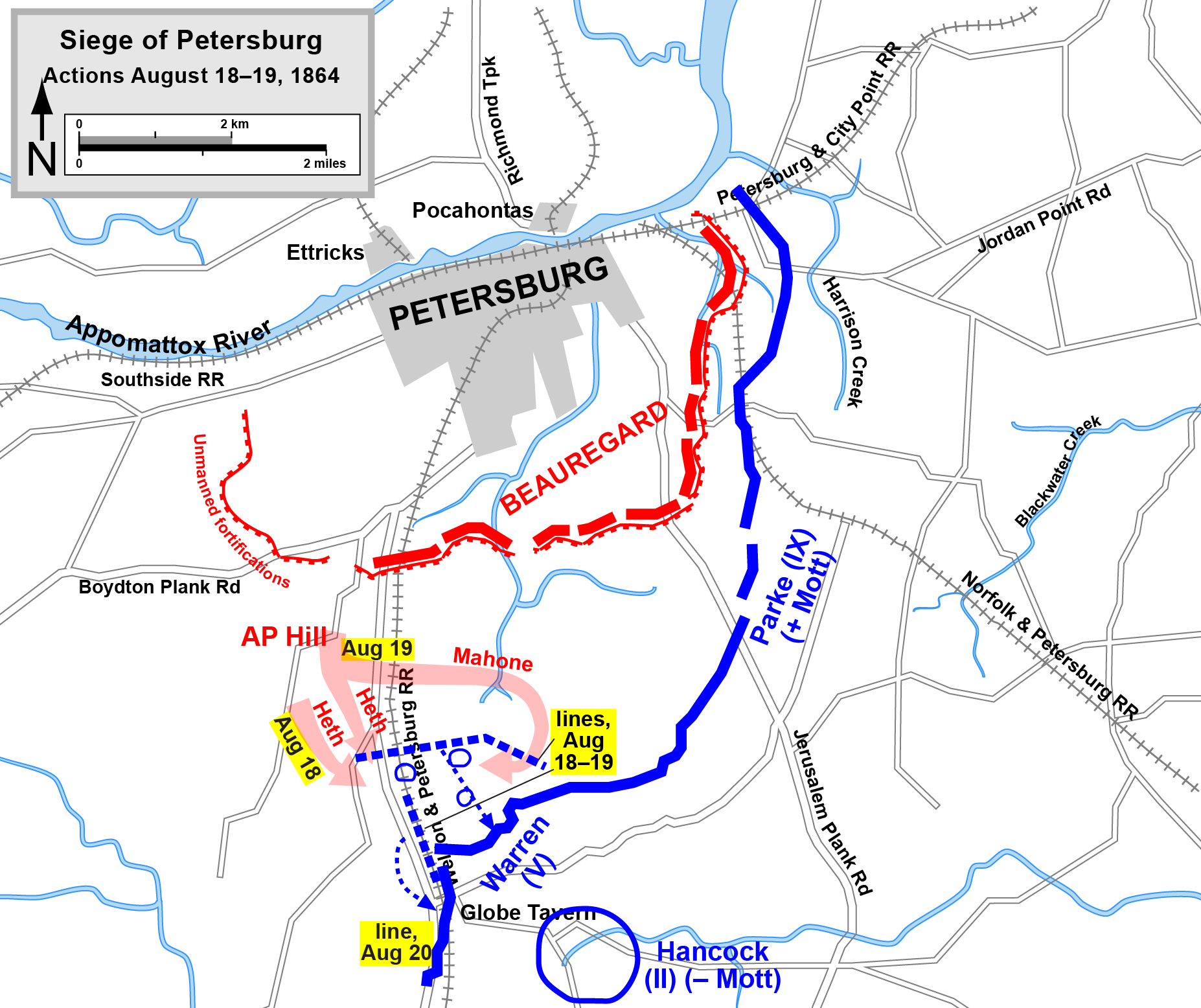
Unterbrechung der Weldon-Eisenbahnlinierot: konföderierte Truppen
lila: vorbereitete Feldbefestigungen der Konföderierten
blau: Unionstruppen

Grant hatte unterdessen das VI. Korps aus der Potomac-Armee und das XIX. aus Louisiana nach Washington in Marsch gesetzt und die Hauptstadt vor der Einnahme durch Early gerettet. Damit der Feldzug nicht durch weitere Aktionen Earlys gestört wurde, hatte er am 1. August Sheridan beauftragt, das Kommando über alle dort verfügbaren Truppen zu übernehmen und Early durch das Shenandoah-Tal zu verfolgen und zu vernichten. Dazu löste er zusätzlich je eine Infanterie- und Kavalleriedivision aus den Stellungen vor Petersburg heraus und unterstellte sie Generalmajor Sheridan.
General Lee hatte Early im Laufe des Augusts durch zwei Divisionen verstärkt. Als General Lee wegen der zweiten Schlacht bei Deep Bottom Truppen aus den Stellungen südlich Petersburg verlegen musste, befahl Grant einen erneuten Angriff zur Unterbrechung der Weldon-Eisenbahnlinie. Mit der Durchführung beauftragte er Brigadegeneral Gouverneur Kemble Warrens V. Korps. Dem standen als Befehlshaber der Konföderierten General Beauregard und der Kommandierende General des III. Korps der Nord-Virginia-Armee, Generalleutnant A.P. Hill, gegenüber.

### Schlacht bei Globe Tavern (18.–21. August)
Das V. Korps marschierte im Morgengrauen des 18. August nach Süden und erreichte die Weldon-Eisenbahnlinie gegen 09:00 Uhr. Während Teile des Korps mit der Zerstörung der Trasse begannen, sicherten zwei andere Divisionen diese Tätigkeiten gegen einen eventuellen Angriff der Konföderierten aus Norden. Am Mittag griffen drei konföderierte Brigaden an, die Beauregard hinter der Front zusammengekratzt hatte. Die Angriffe wurden nach anfänglichen Erfolgen abgewehrt. Das V. Korps grub sich am Abend in den erreichten Stellungen ein.
In der Nacht verstärkten sich beide Gegner – das V. Korps durch das IX. Korps, nach der Ablösung Burnsides nun unter der Führung Generalmajor John G. Parkes – die Konföderierten durch zwei Divisionen aus A.P. Hills III. Korps. Am späten Nachmittag des 19. August griffen die Südstaatler erneut erfolglos an. In der Nacht zum 21. August wichen das V. und IX. Korps zwei Meilen aus, um Anschluss an die Stellungen der Potomac-Armee an der Jerusalem Plank Road zu erhalten. Die Korps gruben sich ein. Ein erneuter Angriff der Konföderierten bis 10:30 Uhr am 21. August gegen diese Stellungen blieb ebenfalls erfolglos. Die Verluste der Union betrugen 4.279 und die der Konföderierten 1.600 Soldaten.
Durch die Schlacht bei Globe Tavern war es den Unionstruppen gelungen, die Weldon-Eisenbahnlinie an einer Schlüsselstelle zu unterbrechen. Die Konföderierten waren gezwungen, Versorgungsgüter in Stony Creek, North Carolina auf Fuhrwerke umzuladen und 30 Meilen auf Straßen zur Boydton Plank Road zu transportieren. Dies wurde von den Konföderierten nicht als kritisch angesehen. Generalleutnant Grant war mit dem Ergebnis der Schlacht nicht zufrieden.

### Zweite Schlacht um Reams Station (25. August)
Generalleutnant Grant beabsichtigte, die Weldon-Eisenbahnlinie dauerhaft für die Versorgung der Nord-Virginia-Armee unbenutzbar zu machen und befahl deshalb einen erneuten Vorstoß südlich der Globe Tavern. Mit der Durchführung beauftragte er Generalmajor Hancocks II. Korps, das dazu durch die letzte der Potomac-Armee verbliebene Kavalleriedivision verstärkt wurde.
Am 22. August erreichten die Kavalleriedivision und eine Infanteriedivision die Eisenbahnlinie und zerstörten die Trasse auf einer Länge von drei Meilen südlich von Reams Station. Am 23. August erreichte die nächste Infanteriedivision den Raum und sicherte den Fortgang des Zerstörungswerks aus Feldbefestigungen, die während des Wilson-Kautz-Raids angelegt worden waren.
General Lee erkannte, dass das II. Korps keinen Anschluss an die Stellungen des V. Korps im Norden hatte. Er entschied sich, das II. Korps mit starken Kräften anzugreifen, um der Potomac-Armee so eine bedeutende Niederlage zuzufügen, die große psychologische Auswirkungen für die bevorstehenden Präsidentschaftswahlen im Norden haben könnte.
Am 25. August griffen die Südstaatler unter Führung Generalleutnant A.P. Hills die Stellungen der Nordstaatler an. Nach erfolglosen Versuchen am Vormittag gelang den Konföderierten am Nachmittag ein Durchbruch auf dem rechten Flügel des II. Korps. Gleichzeitig überrannten die konföderierten Kavalleristen unter Generalmajor Hampton die Verteidiger auf dem anderen Flügel des Korps. Erst nach einem Gegenstoß gelang es Generalmajor Hancock, die restlichen Teile seines Korps im Schutze der Nacht nach Petersburg zurückzuführen. Die Verluste der Union betrugen 2.602 und die der Konföderierten 814 Soldaten.

## Verpflegungsraid (14.–17. September)
Am 5. September erfuhr Generalmajor Wade Hampton, dass sich fünf Meilen östlich Grants Hauptquartier in City Point, Virginia 3.000 Rinder bewacht von nur 150 Mann befänden. General Lee hatte bereits vorher Hampton vorgeschlagen, Möglichkeiten zu nutzen, um im Rücken der Potomac-Armee zu operieren.
Am 14. September ritt Hampton mit 3.000 Kavalleristen westlich und südlich um die Feldbefestigungen der Potomac-Armee herum. Zwei Tage später griff er die föderalen Verbände beiderseits der Rinderherde an und nahm die Herde ohne größeren Widerstand in Besitz. Mit 2.486 Rindern trat Hampton den Rückmarsch an. Ein Versuch der Potomac-Armee, die Herde zurückzuerobern, blieb erfolglos. Hampton erreichte mit den Rindern Petersburg am 17. September. Die Versorgung der Soldaten der Nord-Virginia-Armee war auf lange Sicht sichergestellt.

## Angriffe im September/Oktober

### Schlacht um die New Market Heights (29.–30. September)

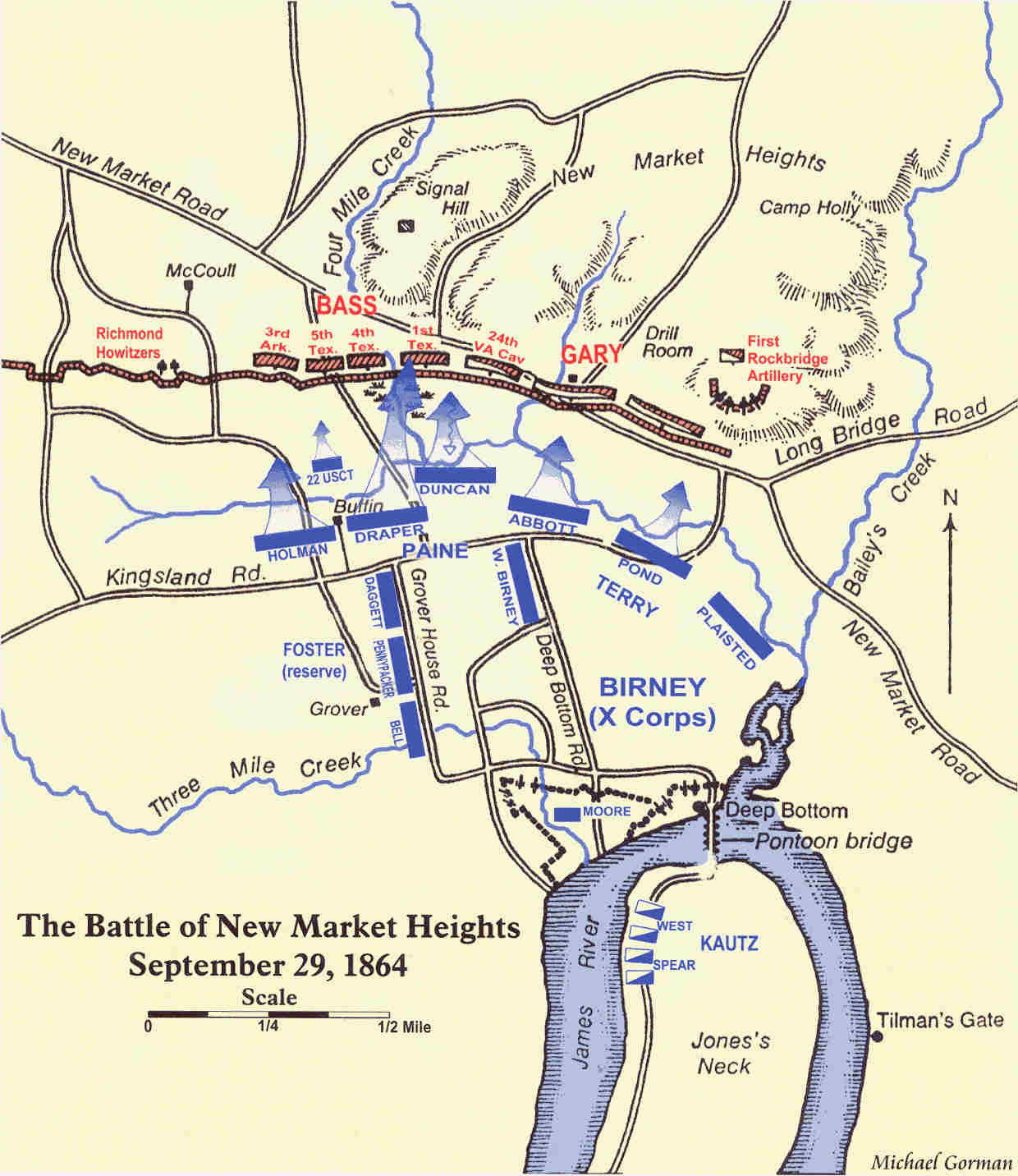
Schlacht um die New Market Heightsrot: konföderierte Truppen
blau: Unionstruppen

Am Morgen des 29. Septembers griff die James-Armee die Verteidigungsstellungen der Konföderierten nördlich des James an. Nach anfänglichen Erfolgen der föderalen Truppen an den New Market Heights und bei Fort Harrison, sammelten sich die Konföderierten und riegelten den Einbruch ab. General Lee verstärkte die Kräfte nördlich des Flusses und griff am 30. September seinerseits erfolglos an. Die James-Armee grub sich ein und die Konföderierten errichteten neue Feldbefestigungen unter Aussparung der verlorenen Forts. Wie Generalleutnant Grant erwartet hatte, hatte Lee Truppen aus den Stellungen südlich Petersburgs herausgelöst, um der Bedrohung nördlich des James entgegentreten zu können. Die Verluste der Union betrugen 3.327, die der Konföderierten ca. 2.000 Soldaten.

### Schlacht bei Peebles Farm (30. September–2. Oktober)
Gleichzeitig mit dem Vorstoß der James-Armee beauftragte Grant die Potomac-Armee, am linken Flügel erneut anzugreifen und weitere Verbindungslinien der Nord-Virginia-Armee abzuschneiden. Generalmajor Meade beauftragte vier Infanterie- und die Kavalleriedivision unter der Führung Generalmajor Warrens mit der Durchführung.
Die Verbände Warrens überrannten am 30. September die westlichste Feldbefestigung der Konföderierten – Fort Archer – und waren im Begriff, die äußerst rechte Flanke der Nord-Virginia-Armee zu überflügeln. Am 1. Oktober wehrten die föderalen Truppen einen konföderierten Angriff unter A.P. Hill ab und konnten bis zum 2. Oktober ihre Stellungen bis Peebles und Pegrams Farm ausdehnen. Nach diesem begrenzten Erfolg brach Generalmajor Meade die Operation ab. Entlang der erreichten Linie baute die Potomac-Armee Feldbefestigungen und hatte so ihre Stellungen von der Weldon-Eisenbahnlinie fünf Meilen nach Westen ausgedehnt. Die Verluste der Union betrugen 2.889, die der Konföderierten ca. 1.000 Soldaten.

### Schlacht bei Darbytown (7. Oktober)
Nach dem Verlust von Fort Harrison am 29. September und der ständig steigenden Bedrohung Richmonds ließ General Lee am 7. Oktober einen Angriff gegen die äußerst rechte Flanke der Unionstruppen durchführen. Die an der Darbytown Road vor den Feldbefestigungen eingesetzte Kavallerie der James-Armee wurde in die Flucht geschlagen, vor den Feldbefestigungen des X. Korps der James-Armee scheiterte der Angriff der Südstaatler. Die beiden konföderierten Divisionen, die den Angriff durchgeführt hatten, wichen in ihre Feldbefestigungen vor Richmond aus. Die Verluste der Union betrugen 458, die der Konföderierten ca. 700 Soldaten.

### Gefecht an der Darbytown Road (13. Oktober)
Am 13. Oktober führte die James-Armee bewaffnete Aufklärung in Richtung Richmond durch. Dadurch sollte der genaue Verlauf und die Stärke der von den Konföderierten nach der Schlacht um die New Market Heights neu angelegten Feldbefestigungen aufgeklärt werden. Meist kam es dabei nur zu Geplänkeln der Feldposten mit einzelnen Spähtrupps. Die gewaltsame Aufklärung einer Brigade wurde unter hohen Verlusten für die James-Armee von den Konföderierten abgewiesen. Die Verluste der Union betrugen 437 Soldaten.

### Schlacht bei Fair Oaks und der Darbytown Road (27.–28. Oktober)
Gleichzeitig mit den Operationen der Potomac-Armee auf dem linken Flügel südwestlich Petersburg griff am 27. Oktober die James-Armee mit dem X. und XVIII. Korps die Stellungen der Südstaatler vor Richmond an. Der Angriff des XVIII. Korps bei Fair Oaks scheiterte völlig, das X. Korps wurde nach einem Gegenangriff der Südstaatler auf die Ausgangsstellungen zurückgeworfen. Die Feldbefestigungen der Konföderierten blieben unversehrt in deren Hand. Die Verluste der Union betrugen 1.603 Soldaten.

### Schlacht an der Boydten Plank Road (27.–28. Oktober)

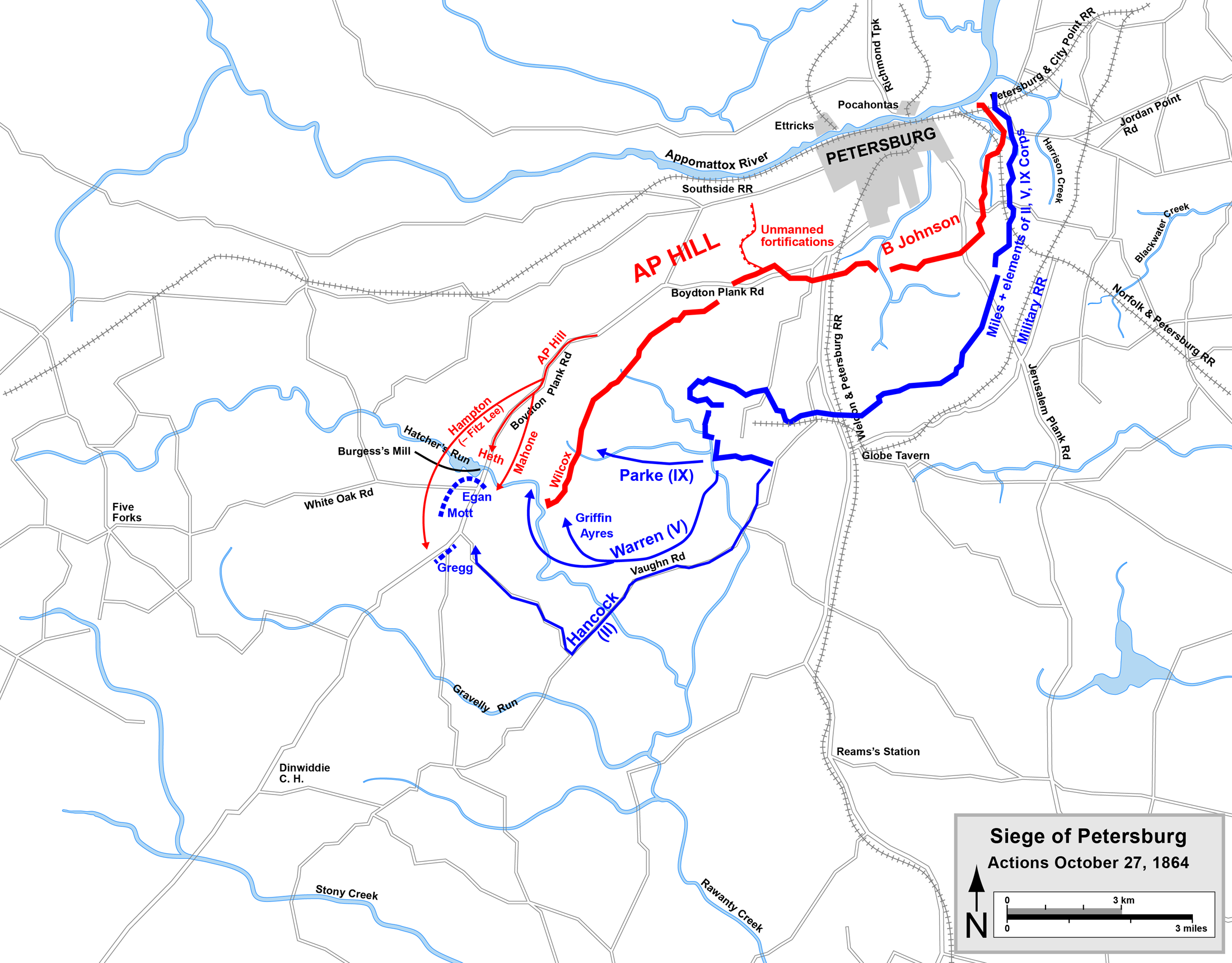
Schlacht an der Boydton Plank Roadrot: konföderierte Truppen
lila: vorbereitete Feldbefestigungen der Konföderierten
blau: Unionstruppen

Die Boydton Plank Road war eine wichtige Nachschubstraße der Konföderierten und ihre Unterbrechung ein Ziel des Feldzugs. Generalmajor Hancock erhielt den Auftrag, zunächst die Boydton Plank Road zu nehmen und anschließend die sechs Meilen weiter nördlich verlaufende Southside-Eisenbahnlinie zu unterbrechen. Dazu wurde das II. Korps durch Divisionen des V. und IX. Korps sowie die Kavalleriedivision der Potomac-Armee verstärkt. Am Morgen des 27. Oktober verließ das II. Korps seine Stellungen, umging die konföderierten Feldbefestigungen weit im Süden und ging erfolgreich entlang der Boydton Plank Road nach Norden vor. Gegen Mittag erkannte Generalmajor Meade vor Ort eine Lücke zwischen dem II. und V. Korps. Um zu verhindern, dass das II. Korps isoliert angriff, befahl er Hancock, den Angriff solange einzustellen, bis eine Division des V. Korps die Verbindung hergestellt hatte. Gleichzeitig führte Generalleutnant Grant persönlich eine Aufklärung durch, während der er unter Beschuss geriet und die zu dem Ergebnis führte, die Feldbefestigungen der Konföderierten seien zu stark. Grant beendete deshalb den Angriff.
Das II. Korps hatte Hatchers Run bereits nach Norden überquert und sah sich beim Ausweichen nach Süden plötzlich dem Kavalleriekorps Generalmajor Hamptons der Nord-Virginia-Armee gegenüber. Abgeschnitten von den übrigen Unionsverbänden wurde das II. Korps auch aus zwei weiteren Richtungen angegriffen. Anders als vor zwei Monaten bei Reams Station gerieten die Soldaten des II. Korps nicht in Panik. Hancock befahl je einen Angriff auf die Flanken der Konföderierten und zwang diese, nun ebenfalls von Abschneiden bedroht, auf die Boydton Plank Road auszuweichen. Generalleutnant Grant stellte es in das Ermessen Hancocks, in den erreichten, sehr exponierten Stellungen zu verbleiben oder auf die Ausgangsstellungen auszuweichen. Am Morgen des 28. Oktobers marschierte das II. Korps in die Ausgangsstellungen zurück.
Die Verluste der Union betrugen 1.758, die der Konföderierten ca. 1.300 Soldaten.
Die Schlacht war die letzte Generalmajor Hancocks. Er gab das Kommando des II. Korps wegen der Nachwirkungen seiner bei Gettysburg erlittenen Verletzungen ab. Sein Nachfolger als Kommandierender General wurde Generalmajor Andrew A. Humphreys, bis dahin Chef des Stabes der Potomac-Armee. Gleichzeitig war die Schlacht an der Boydton Plank Road die letzte Schlacht des Feldzuges 1864. Die Boydton Plank Road blieb in konföderierter Hand. Beide Seiten überwinterten im Winterlager oder in den Feldbefestigungen. Während des Winters fanden bis zum nächsten Frühjahr keine größeren Operationen statt. Das bedeutete allerdings nicht, dass es an der Front ruhig war. Der Alltag der Soldaten bestand aus Späh- und Stoßtruppunternehmungen beider Seiten, ständigem Einsatz von Scharfschützen und auf der US-Seite ständigem und regelmäßigem Artillerie- und Mörserfeuer auf die Stellungen der Nord-Virginia-Armee. Hinzu kamen bei den Konföderierten ein ständiger Anstieg der Desertionen, nicht zuletzt wegen der immer größer werdenden Versorgungsengpässe besonders bei der Verpflegung. Ein konföderierter Hauptmann schrieb:

“Our living is now very poor, nothing but corn-bread and poor beef — blue and tough — no vegetables no coffee, sugar, tea or even molasses…”

„Das Leben ist jetzt sehr armselig, nichts außer Maisbrot und minderwertigem Fleisch – verdorben und zäh – kein Gemüse, kein Kaffee, Zucker, Tee oder auch nur Melasse…“

Generalleutnant Grant hatte seit Juni die Stellungen der Union südlich und südwestlich von Petersburg immer weiter nach Westen ausgedehnt. Nach der Schlacht an der Boydton Plank Road erstreckten sie sich von einem Punkt östlich Richmonds um Petersburg herum bis westlich der Weldon-Eisenbahnlinie auf einer Länge von 35 Meilen. Die Versorgung der Nord-Virginia-Armee war nur noch über die Southside-Eisenbahnlinie und verschiedene aus dem Westen nach Petersburg und Richmond führende Straßen möglich. Grant hatte Petersburg zwar nicht erobern können, einige wichtige Feldzugsziele jedoch erreicht. General Lee sah die Bedrohung der Nord-Virginia-Armee ebenso deutlich. In einem Gespräch mit Präsident Jefferson Davis wies er auf die Ausdünnung der eigenen Linien hin, und dass eine große Katastrophe auf sie zukäme, wenn er keine Verstärkungen erhalte.

## Schlacht am Hatchers Run (5.–7. Februar 1865)
Nach einer leichten Wetterverbesserung griff die Kavalleriedivision der Potomac-Armee den Versorgungsverkehr der Konföderierten auf der Boydton Plank Road am 5. Februar 1865 an. Das V. Korps sicherte den Vorstoß gegen Angriffe der Konföderierten aus Norden, das II. aus Stellungen an Hatchers Run gegen Angriffe aus Westen. Eine Division des III. konföderierten Korps griff das II. Korps der Potomac-Armee erfolglos an. Am 6. Februar kehrte die Kavalleriedivision erfolglos zurück. Am Nachmittag griffen Großverbände des III. Korps das II. und V. Korps an und warfen sie auf Stellungen östlich vom Hatchers Run zurück. Nach Verstärkung in der Nacht griff am Vormittag des 7. Februar das V. Korps erneut an und nahm die am Vortag verlorengegangenen Übergänge über den Bach. Die Potomac-Armee hatte ihre Feldbefestigungen weitere drei Meilen nach Südwesten bis zum Hatchers Run ausgedehnt. Die Nord-Virginia-Armee war gezwungen, ihre bereits ausgedünnten Feldbefestigungen ebenfalls weiter nach Westen auszudehnen. Die konföderierten Stellungen erstreckten sich über 37 Meilen und waren mit 46.398 Soldaten besetzt. Die Verluste der Union betrugen 1.539, die der Konföderierten ca. 1.000 Soldaten.

## Angriff auf Fort Stedman (25. März 1865)
Die Mannschaftsstärke Nord-Virginia-Armee war Mitte März 1865 um mehr als die Hälfte geringer als die der James- und Potomac-Armee. Lee wusste zudem, dass die 50.000 Soldaten der Shenandoah-Armee Sheridans bald wieder die Unionsarmeen vor Petersburg verstärken würden. Er befürchtete, dass die Nord-Virginia-Armee einer solchen Übermacht bei einem Angriff auf dem rechten Flügel nicht standhalten könnte und so die letzte Versorgungslinie – die Southside-Eisenbahnlinie – durchtrennt werden würde. Das Abschneiden der Versorgungslinie bedeutete nicht nur die Einkesselung der Nord-Virginia-Armee, sondern auch den Verlust der Möglichkeiten einer beweglichen Operationsführung. Lee hoffte, mit einem Angriff Grant dazu zu bringen, starke Kräfte von dessen linken Flügel abzuziehen. Dies wollte er nutzen, um mit der Nord-Virginia-Armee entlang der Southside-Eisenbahnlinie nach Südwesten zu marschieren und sich mit der Tennessee-Armee General Johnstons in North Carolina zu vereinigen.
Um das Ziel zu erreichen, hatte er Großverbände aus seiner rechten Flanke abgezogen und sie dem II. Korps unter Generalmajor John B. Gordon unterstellt. Der Angriff begann mit einer List am frühen Morgen des 25. März. Zunächst gelang den Konföderierten ein Einbruch in die Feldbefestigungen der Unionstruppen. Die vorgesehene Feuerunterstützung für den Durchbruch blieb jedoch aus, stattdessen riegelte Unionsartillerie die Einbruchsstelle ab. Gegen 08:00 Uhr begann der Gegenangriff des IX. Korps. Die Unionstruppen erzwangen das Ausweichen der Konföderierten auf deren Ausgangsstellungen. Die Verluste der Union betrugen 1.044, die der Konföderierten ungefähr 2.900 Soldaten. Die Schlacht hatte keine Auswirkungen auf den Verlauf der Feldbefestigungen. Die Verluste der Nord-Virginia-Armee betrugen ungefähr sieben Prozent der Gesamtstärke, entscheidend für die Fortsetzung des Krieges war jedoch die Schwächung der Feldbefestigungen auf deren rechtem Flügel.

## Ergebnis
Grant wollte zu Beginn des Richmond-Petersburg-Feldzuges den Verkehrsknotenpunkt Petersburg erobern. Nach zwei verlustreichen, abgewehrten Angriffen war nicht mehr die Ortschaft das Ziel, sondern Grant versuchte, die verschiedenen Versorgungslinien – Schiene und Straße – zu unterbrechen. Bis Ende März gelang ihm das durch häufig gleichzeitig stattfindende Operationen auf beiden Flügeln der Front. Letztlich stand den Konföderierten nur noch die Southside-Eisenbahnlinie zur Verfügung.
Lee verstärkte den rechten Flügel seiner Stellungen bei Five Forks – einem wichtigen Wegekreuz auf dem Weg zur Southside-Eisenbahnlinie. Grant befahl dem aus dem Shenandoahtal zurückgekehrten Sheridan, genau dort anzugreifen. Die Schlacht am Five Forks war die erste Schlacht des sich anschließenden Appomattox-Feldzuges.
Politisch hatte der Feldzug keine Auswirkungen. Der Norden war nach Cold Harbor kriegsmüde und auch die verlustreichen Schlachten um Petersburg trugen nicht zur Unterstützung der Politik Lincolns bei. Erst die Einnahme Atlantas hatte entscheidenden Einfluss auf die Präsidentschaftswahl am 8. November 1864. 
Präsident Lincoln unterstützte Grant bei allen seinen Vorhaben energisch. Die Konföderation setzte lange auf einen Sieg McClellans und der daraus resultierenden Aussicht auf einen Verhandlungsfrieden.
Lincoln gewann die Wahl; der Süden versuchte, die Kapitulation solange wie möglich hinauszuschieben.